# الفساد في الجزائر
الفساد في الجزائر ظاهرة اقتصادية واجتماعية مهمة تكمن أسبابها في نظام الحكم الاستبدادي للبلاد، والذي يؤثر على جميع القطاعات الاقتصادية. في عام 2021، احتلت الجزائر المرتبة 117 في مؤشر تصور الفساد لمنظمة الشفافية الدولية غير الحكومية، بعيدًا عن جيرانها المغاربيين تونس والمغرب.
الفساد في الجزائر يتعلق بالقطاع العام والقطاع الخاص، بدءًا من الضروريات الأساسية مثل الغذاء أو الأدوية أو التبغ،وكذلك الأسلحة والبناء، أو استغلال الهيدروكربوهات التي تمثل ثلثي ميزانية الدولة، وأكثر من 90٪ من عائدات التصدير.
ويرى عالم السياسة محمد حشماوي، أن الفساد في الجزائر، الذي انتشر منذ استقلال البلاد عام 1962 ليس « عرضيًا ولا قطاعيًا »، وإنما « هو نظام حكومي ». فالاستبداد والفساد مترابطان: فإذا كان الاستبداد ينطوي على احتكار السلطة من قبل مجموعة صغيرة من الأفراد، فإن انعدام السيطرة والفوضى يوفران بيئة مثالية للفساد السياسي. هذه الملاحظة تجعل الجزائر مثالاً جيدًا لمبدأ ذكره الصحفي الذي فاز بجائزة ألبرت لندن ماريون فان رينترجيم: « جميع الأنظمة الاستبدادية هي كليبتوقراطية، لا يوجد مثال على عكس ذلك ».
للفساد في الجزائر أثر قوي على الحرية الفردية، لا سيما الاقتصادية أو التعبيرية، فالنظام الجزائري  يميل إلى قمع أي سلوك يمكن أن يهدد سلطته أو سيطرته على موارد البلاد. ونتيجة لذلك، كانت الجزائر في عام 2021 في المرتبة 162 في تصنيف مؤشر الحرية الاقتصادية لصحيفة وول ستريت جورنال حيث صنفت ضمن الفئة المقموعة، وفي المركز 146 في تصنيف حرية الصحافة لمراسلون بلا حدود.
وفقاً لمؤشر الشفافية الدولي لعام 2023، حصلت الجزائر على 36 نقطة من 100، محققة تحسناً تدريجياً مقارنة بالسنوات السابقة. وقد أنشأت الدولة عدة مؤسسات لمكافحة الفساد، أبرزها السلطة العليا للشفافية والديوان المركزي لقمع الفساد، مما يعكس الالتزام الرسمي بمحاربة هذه الظاهرة.
في ديسمبر 2024، أعلن مجلس المحاسبة الجزائري إحالة 15 ملف فساد إلى النيابة العامة، حيث تم وصف هذه الملفات بأنها "قابلة للوصف الجزائي". تشمل هذه الملفات قضايا تتعلق بقطاعات مختلفة مثل التعليم والسياحة والفلاحة، وتأتي هذه الخطوة في إطار جهود الحكومة لمكافحة الفساد المستمر في البلاد.

## تاريخ الفساد في الجزائر

### السنوات الأولى بعد الاستقلال
بعد استقلالها عن فرنسا في عام 1962، قامت الجزائر، مثل مصر جمال عبد الناصر، ببناء سياستها الاقتصادية على نظام يسمى « الاشتراكية العربية »، تتمحور حول « الدولة المقاولة». يتكون النموذج، والمحدد في برنامج « طرابلس »، الذي اعتمده المجلس الوطني للثورة الجزائرية، من سلسلة من الإجراءات، مثل تأميم وجمع الأراضي، تأميم الثروة المعدنية والطاقة، وتأميم الائتمان، والتصنيع، والقضاء على الأمية، ومجانية التطبيب. لكن تنفيذ هذا النموذج يطرح مشاكل مؤسسية وسياسية بسبب اختلافات كبيرة بين الجهات الفاعلة في استقلال الجزائر، مما يؤدي إلى أزمة صيف 1962. بعد فوز أبناء وجدة، أكد أول رئيس للجزائر المستقلة أحمد بن بيلا الخط الاشتراكي لحكومته من خلال الدعوة إلى « تجميع الوسائل الرئيسية للإنتاج والتخطيط العقلاني للتطور السريع لتلبية الاحتياجات الاقتصادية والأساسية للشعب ».

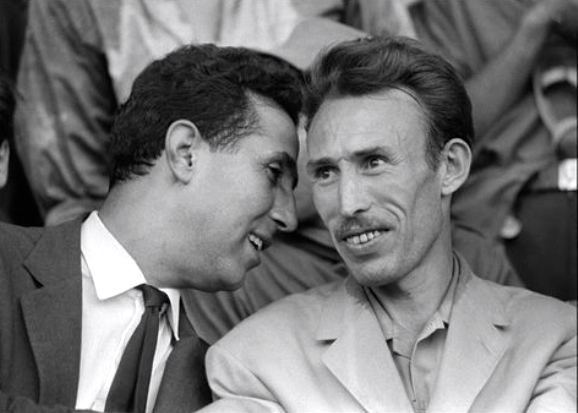
أحمد بن بلة وهواري بومدين عام 1962.

بعد ذلك بعامين، أطاح وزير الدفاع العقيد هواري بومدين بالرئيس أحمد بن بيلا، مما يدل على فشل جبهة التحرير الوطني في البقاء متحدين بعد الاستقلال. بقي هواري بومدين في السلطة من عام 1965 إلى عام 1978، وحكم البلاد بقبضة حديدية بدعم من الجيش الذي جاء منه، مع تدخل اقتصادي كامل. تمثلا بمنهج الاتحاد السوفياتي، بسبب الأيديولوجية الاشتراكية التي تحركه، فأصبحت الدولة الجزائرية مهووسة بمصادرة جميع السلطات في المجتمع، وأهمها القوة الاقتصادية.
تم منح الشركة الوطنية لنقل وتسويق الهيدروكربونات سوناطراك ( سوناطراك ) التي تم إنشاؤها في عام 1963، احتكار حقول النفط والغاز. في عام 1971، مكن تأميم الهيدروكربونات متبوعًا بصدمة النفط عام 1973 الحكومة من إطلاق برنامج واسع للتصنيع والتنمية الزراعية. ولكن إذا كان ارتفاع أسعار الهيدروكربونات يسمح للدولة الجزائرية بزيادة عائدات صادراتها بشكل كبير، فإنها حافظت, على اقتصاد الإيجار.
لم يتحقق تنويع الاقتصاد الجزائري الذي تقوم به استراتيجية التنمية الجزائرية ولا يزال الاقتصاد الجزائري يعتمد بشكل كبير على إيجار الغاز والنفط، والذي يمثل بعد ذلك 97 % عائدات التصدير وما يقرب من ثلثي موارد الميزانية.

### الثمانينيات: التحرير الاقتصادي وأعمال الشغب

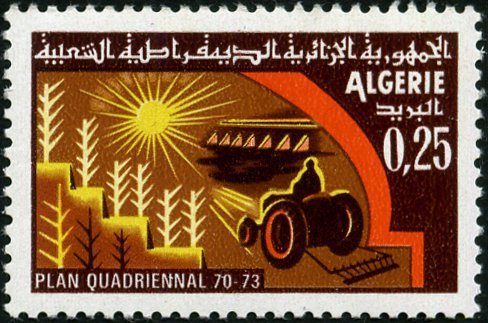
طابع احتفال بخطة التصنيع ذات الأربع سنوات بين 1970 و 1973.

في الثمانينيات، بدأ خليفة الهواري بومدين، الشاذلي بن جديد، ملاحظا فشل السياسات الاقتصادية لسلفه، مرحلة تحرير الاقتصاد, مع الانتقال إلى اقتصاد السوق  ووضع حد لبعض احتكارات الدولة، بما في ذلك احتكارات التجارة الخارجية.
بينما وعد هذا الانتقال بتقليل فرص البحث عن الإيجار والحد من الفساد، فإن العكس هو الذي وقع. أدت المنافسة والكمية الكبيرة والمتنوعة من المنتجات التي تصل إلى السوق إلى تكاثر الوسطاء و الوكلاء المقربين من الحكومة أو الجيش، الذين ينظمون المنافسة. وعلى كل من يريد بدء عمل تجاري أن يتوفر على الحماية في جميع مراحل السلسلة التجارية، في حين أن رجال الأعمال غير المدعومين يتعرضون للترهيب والفصل, أو يجب أن يجدوا منافذ أكثر سرية في كثير من الأحيان تجاه القطاع غير الرسمي. لم تغير عملية التحرير الطائشة هذه الطبيعة الريعية للاقتصاد التي تعزز فيها آليات التراكم والتوزيع عدم المساواة.
لطالما أخفيت اختلالات النموذج الاقتصادي الجزائري عن السكان بفضل إعادة توزيع إيجار النفط، لكن في أكتوبر 1988, عندما اهتزت الجزائر من أعمال الشغب العنيفة التي أثرت على جميع المراكز الحضرية الرئيسية في البلاد. حيث دعا المتظاهرون إلى إنهاء الحزب الوحيد الذي تجسده جبهة التحرير الوطني، التي حكمت دون مشاركة سياسية منذ حصول الجزائر على الاستقلال قبل 26 سنة, و تعرضت إدارته للبلاد لانتقادات شديدة بسبب انفجار الفقر والديون الخارجية. و بعد قمع شرس من قبل الجيش قتل مئات المتظاهرين, يترك الرئيس الشاذلي بن جديد السلطة وينظم انتخابات تشريعية تحترم فيها التعددية لأول مرة في تاريخ البلاد. لكن هذه الحلقة شكلت صدمة للجزائريين الذين اعتبروا الجيش الجزائري وريثًا لجيش التحرير الوطني خلال الحرب الثورية على الاستعمار، وليس كقوة قمع.

### تحرير سياسي قصير بين عامي 1988 و 1991
أدت أحداث عام 1988 إلى تغيير الحكومة واعتماد دستور جديد عام 1989، حيث تم تحرير الفضاء العام من خلال النظام الانتخابي المتعدد الأحزاب, وأعطيت الحرية في تكوين الجمعيات وعودة بعض المعارضين.
ولكن من بين جميع التغييرات، فإن اعتماد المعايير القانونية الليبرالية  هو الذي طرح معظم المشاكل، حيث تنطوي القواعد الجديدة على الاتزام بالشفافية في التجارة بين شركات الدولة الجزائرية وشركائها، وهو تغيير أثر بشكل سيئ على مصالح أولئك الذين احتكروا السوق. وهكذا، في يونيو 1991، تم عزل رئيس الحكومة مولود حمروش من منصبه وتوقف برنامجه, بمجرد أن بدأت إصلاحات هيكلية تهدف إلى تجفيف الأقساط وحالات الإيجار.
في ديسمبر 1991، وضعت الانتخابات التشريعية جبهة الإنقاذ الإسلامي في وضع يمكنها من الفوز بثلثي المقاعد في الجولة الثانية. و مثل هذه النتيجة ستسمح للإسلاميين بتعديل الدستور، وهو أمر غير مقبول للجنرالات. فقرر الجيش في يناير 1992، إلغاء النتائج وإعاد فرض نفسه على السلطة بالقوة، وفي الوقت نفسه دفن الإصلاحات السياسية التي بدأت في عام 1988 بشكل نهائي : إنها بداية الحرب الأهلية الجزائرية

### 1992 - 2002: "العقد الأسود»

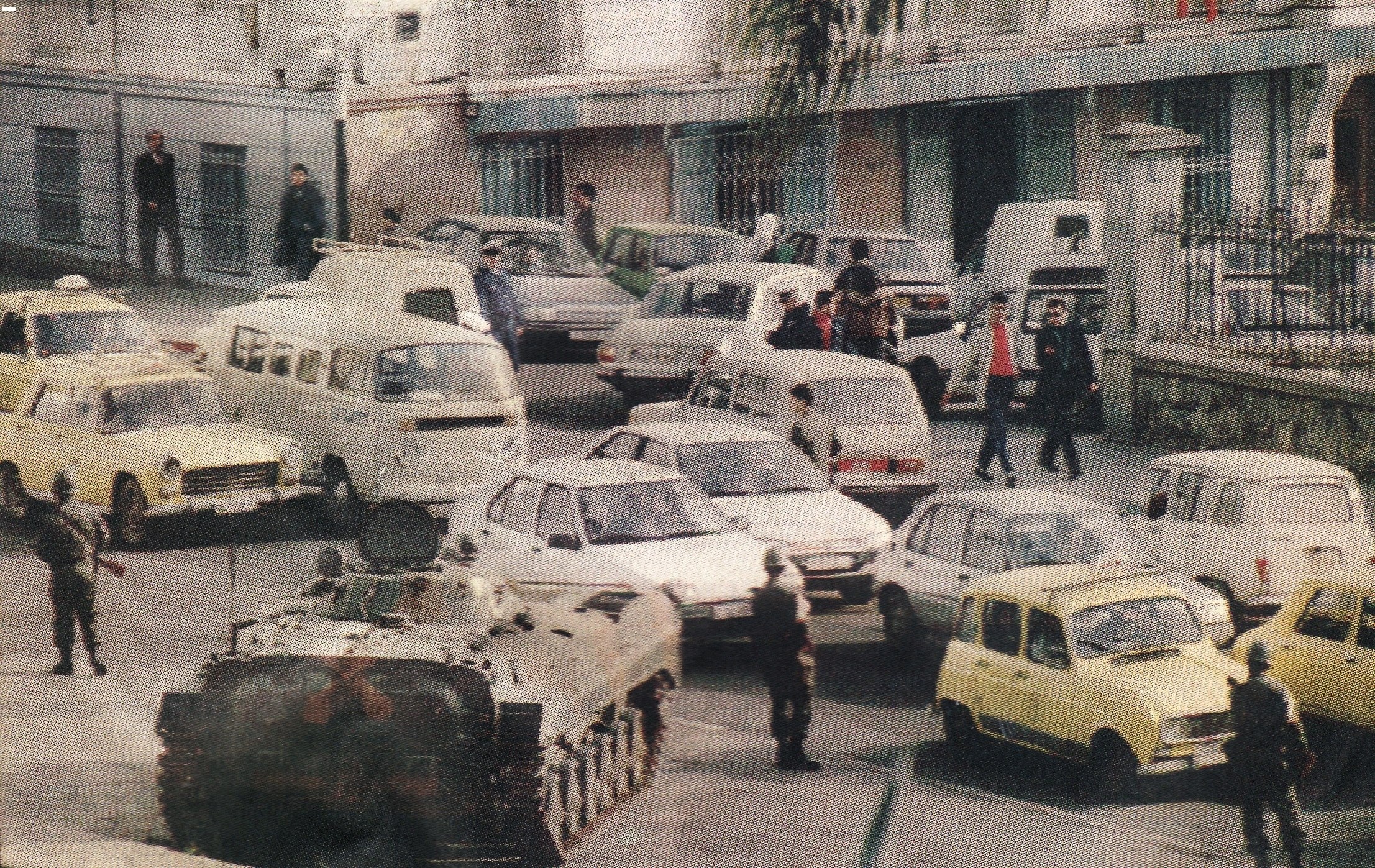
عربات مصفحة للجيش الجزائري في شوارع الجزائر عام 1992.

في التسعينات، عرف هذا العقد الأسود زيادة الفساد، في حين تم إهمال مناطق بأكملها حيث تخلت عنها الدولة فوقعت في قبضة الشبكات المحلية, حيث تعرضت للنهب سواء من الجماعات الإسلامية أو العسكرية. هذه الحرب التي قتلت أكثر من 100000 شخص وأضرت بالبنية التحتية, ستتسبب في تقسيم البلاد و الزيادة من الابتزاز و في بعض الأحيان مقابل البيع القسري لخدمات الحماية، خاصة مع انعدام الأمن العام والإفلات من العقاب.
على الصعيد السياسي، من عام 1991 إلى 1993، كانت حكومتا سيد أحمد غزالي ثم بلعيد عبد السلام، اللتان اشتركتا في أسطورة العودة إلى الحقبة المباركة للمحروقات، استجابة لجميع احتياجات السكان، وحاولتا إعادة السيطرة الاقتصادية المركزية. لكن انخفاض سعر برميل النفط بين عامي 1985 و 1999 تسبب في انخفاض حاد في عائدات الصادرات وانفجار في الدين العام للجزائر.
في مايو 1994، توقع الجزائر اتفاقية لإعادة جدولة ديونها الخارجية مع صندوق النقد الدولي مقابل تطبيق برنامج التكيف الهيكلي بما في ذلك على وجه الخصوص التخلي عن احتكار الدولة للتجارة الخارجية و تخفيض قيمة الدينار إلى النصف. هذا العلاج الاقتصادي « » أدى إلى العديد من الانتهاكات، بما في ذلك انتشار الاحتكارات الخاصة مع بيع المؤسسات العامة لرجال الأعمال المقربين من السلطة, وتدهور الوضع الاجتماعي للسكان. بينما تزدادالطبقة الوسطى، التي تتكون بشكل رئيسي من موظفي الخدمة المدنية قبل عام 1994، فقراً ، في حين أن حصة من اقتصاد البلاد، المركزية في البداية، تتحول نحو القطاع غير المهيكل. ويعمل عشرات الآلاف من اللاعبين بشكل رئيسي في التجارة التي تغذيها الواردات، وكذلك في الزراعة والمضاربة العقارية، مما يحرم الدولة من جزء كبير من الإيرادات الضريبية اللازمة لتشغيلها.
ولكن في عام 1998، أعاد الارتفاع في أسعار النفط والغاز العالمية إحياء الوهم بين القادة بوجود تدبير مُحكم للاقتصاد، وتخلوا مرة أخرى عن الإصلاحات الاقتصادية الجارية.
انتهت الحرب الأهلية بعد وصول عبد العزيز بوتفليقة، وزير الخارجية السابق بدعم من الجيش، إلى السلطة في عام 1999, مستفيدا من حنين الجزائريين الى عصر بومدين. تمكن بوتفليقة من الحد من التوترات مع قانون الاتفاق المدني الذي يقدم تدابير لتشجيع المتمردين الإسلاميين على إلقاء أسلحتهم مقابل إعادة الاندماج في الحياة مدنية. ولكن على الرغم من التحسن المالي للبلاد، بفضل مكاسب النفط التي تسمح بشراء السلم الاجتماعي من خلال مبادرات مختلفة, لا يزال الفساد والعملاء يعوقان اقتصاد البلاد. وأخيرًا، تجدر الإشارة إلى أن خطة المصالحة الوطنية جعلت من الممكن الإفلات من العقاب ليس فقط للمتمردين الإسلاميين، ولكن أيضًا للجنرالات الانقلابيين في يناير 1992

### من رئاسة عبد العزيز بوتفليقة إلى "الحراك»
تشهد بداية القرن الحادي والعشرين تحسن موارد النفط في الجزائر، لكنه يتميز أيضًا بارتفاع قوي في حالات الفساد الكبير، خاصة في المعاملات التجارية الدولية. رسمياً، يحاول القادة إعطاء انطباع جيد، كما هو الحال مع تصديق الجزائر في أغسطس 2004 على اتفاقية الأمم المتحدة لمكافحة الفساد. لكن المراقبين المحليين يعتقدون أن هذه الإجراءات ليست سوى استجابة للضغوط الدولية، وطريقة لجعل الناس يعتقدون أنه تم إحراز تقدم في هذا الموضوع، بدون إحداث أي تصرف.
في عام 2008، وبفضل الارتفاع الحاد في الأسعار خلال صدمة النفط الثالثة ، مكنت مكاسب النفط الحكومة الجزائرية من تعزيز قوتها السياسية وترسانتها القمعية. وبالتالي، فإن الثابت في ممارسة السلطة الجزائرية هو أن الدولة لا تقوم بإصلاح اقتصادها عن طريق الاقتناع، ولكن وفقًا لوضعها المالي: فهي تبدأ الإصلاحات في أوقات الأزمات, ثم تتراجع بمجرد ارتفاع أسعار النفط. لأن الحاجة إلى إصلاح الاقتصاد تواجه الدولة الجزائرية بمعضلة: التحرير لتعزيز الديناميكيات المحلية لخلق الثروة, ولكن دون التخلي عن استخدام السيطرة على الموارد الاقتصادية للبلاد كأداة لسياستها الاستبدادية.

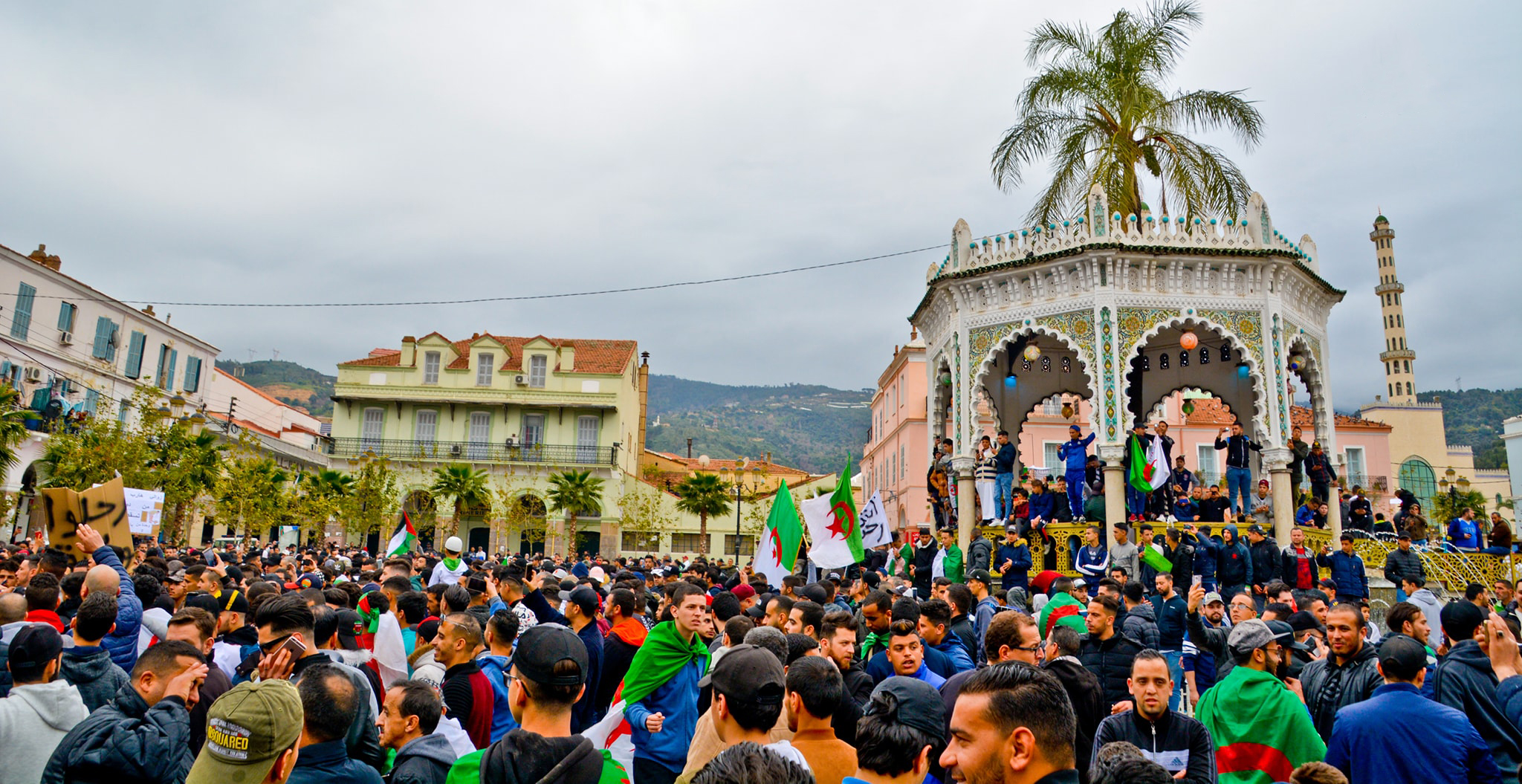
مظاهرة ضد ولاية بوتفليقة الخامسة في البليدة.

في عام 2019، بعد أربع سنوات من انخفاض آخر حاد في أسعار النفط، اهتزت البلاد مرة أخرى على إثر المظاهرات الكبرى، المسالمة هذه المرة، والمعروفة باسم « Hirak », للاحتجاج على ترشيح عبد العزيز بوتفليقة لولاية رئاسية خامسة. وفي وقت لاحق، يطالب المتظاهرون بإنشاء جمهورية ثانية حرة وديمقراطية ورحيل كبار الشخصيات في النظام الذين ينظمون الاقتراع. و على عكس مظاهرات عامي 1988 و 2001، لم يتمالتنديد بأي وفاة خلال مظاهرات عام 2019، و تم القبض على مئات المتظاهرين وسجنهم، ورغم أن رئيس الوزراء السابق عبد المجيد تيبون, اعترض عليه المتظاهرون، نجح في الوصول إلى الرئاسة في ديسمبر.

### رئاسة الجمهورية عبد المجيد تبون
عام 2021، وهو العام الأول بالكامل تحت رئاسة عبد المجيد تيبون، تحدرت الجزائر، في تقرير منظمة الشفافية الدولية غير الحكومية حول الفساد في العالم, من المركز 104 إلى المركز 117 بمؤشر تفشي الفساد الذي ينخفض من 36 إلى 33 نقطة مقارنة بعام 2020.
ويحاول قانون المالية لعام 2022 الذي تمت المصادقة عليه في ديسمبر 2021 إنعاش الاقتصاد بتدابير حمائية، لا سيما مع الضرائب الباهظة على استيراد أجهزة الكمبيوتر المحمولة والبرامج والمنتجات الإلكترونية, التي تضاف إليها تدابير اجتماعية مثل إعانة البطالة لمن هم دون سن 40 وتخفيضات ضريبية. و في فبراير 2022، تسبب الغزو الروسي لأوكرانيا في ارتفاع حاد في الأسعار الدولية للنفط والغاز، وظنت الجزائر أنها ستستفيد من عائدات صادراتها، ولكن هذين القطاعين, كانا غير قادرين على زيادة الإنتاج نظرا لنقص الاستثمار، 

## تحليل

### خصوصيات النظام السياسي الجزائري

#### اقتصاد يتمحور حول الدولة المقاولة
حتى عام 1988 ومع التخلي عن الاديولوجية الاشتراكية، كانت الدولة أول موظف و الفاعل الاقتصادي الرئيس في الجزائر، والذي يوجه ويدير وينظم ويخطط ويحدد الأسعار وأسعار الفائدة, سعر الصرف والأجور ، ويحدد استراتيجيات المؤسسات العامة بشكل رئيسي. ولتولي هذه المهام، طورت بيروقراطية مجزأة وتسلسلا هرميا ، بينما كانت السلطة النقدية خاضعةلبنك الجزائر منذ عام 1965 
على غرار الاتحاد السوفياتي، زعيم الكتلة الشرقية والدول الاشتراكية، تم اقتران الإدارة المركزية للاقتصاد، بالنظام السياسي الاستبدادي, فتم تحويل جزء كبير من الإيرادات الضريبية والتصدير المستمد من استغلال الهيدروكربونات، في الجزائر إلى من في السلطة. شجع الاستثمار، بشكل عام وبدون آلية رقابة مناسبة، الاختلاس، و أشكال مختلفة للفساد ( للفوز بالمناقصات العامة، على سبيل المثال ) 

#### حكومة يسيطر عليها الجيش
منذ استقلال الجزائر، والبلاد يحكمها تحالف سياسي وعسكري يهيمن عليه الجيش وحزب سياسي، جبهة التحرير الوطني. الذي يعتبر نفسه المؤسسة الشرعية الوحيدة، التي تتمتع بمكانة تحرير « للبلاد »، هذا التحالف يحتكر المجال السياسي, ويصبح المصدر الوحيد للسلطة الذي يفوض الحكم إلى النخبة المدنية.
إنشاء هذا النظام البريتوري تأسست على مراحل:
- من الأيام الأولى للاستقلال في عام 1962، من خلال انقلاب من قبل هيئة الأركان العامة لإزاحة الحكومة المؤقتة للجمهورية الجزائرية - ممثل الدولة المستقلة قيد الإنشاء، الذي يتمتع باعتراف دولي والذي وقعت معه الحكومة الفرنسية على اتفاقيات إيفيان - في حلقة تعرف باسم "أزمة صيف عام 1962».
- استلحاق الجيش الرئيس أحمد بن بلة وحكومة تحت النفوذ.
- استيلاء على الدولة في 19 يونيو 1965 على يد وزير دفاع الرئيس أحمد بن بلة العقيد هواري بومدين الذي ظل في السلطة حتى وفاته عام 1978.
- في عام 1979، بعد وفاة العقيد هواري بومدين، اختار الجيش جنديًا آخر هو العقيد الشاذلي بن جديد لخلافته. فاز الأخير بـ 99.4٪ من الأصوات الانتخاب الذي كان هو المرشح الوحيد فيه، وتمسك بالسلطة من خلال سلسلة من الانتخابات التي كان فيها باستمرار المرشح الوحيد، حتى انقلاب يناير 1992؛
- في عام 1992، أدى الانقلاب العسكري الذي ألغى الانتخابات التشريعية التي فازت بها الجبهة الإسلامية للإنقاذ، إلى تكريس هيمنة الجيش على المجتمع الجزائري.[10] ومنذ ذلك الحين، أثار النظام العسكري بانتظام شبح "خطر الإسلاميين كبديل لشرعية الشيوخ المحررين، للحصول على دعم من المجتمع الدولي، ولا سيما الحكومة الفرنسية وصندوق النقد الدولي [10]؛

تتجاوز سلطة الجيش حدود المجال العسكري، وتغطي جميع الأنشطة الاقتصادية: إدارة رأس مال الدولة، والشركات الوطنية الكبيرة، وتعيين الوزراء، والسفراء, و مسؤولي الفروع التجارية في الخارج والمسؤولين عن الوساطة المالية، إلخ. خلال السنوات التي تلت الاستقلال، سمحت الطبيعة الاستبدادية والمركزية للنظام للنخبة الحاكمة بالاستيلاء على ممتلكات الدولة، لمصلحتها ولأقاربها. من الأمثلة على ذلك تخصيص البضائع التي تركها Pieds-noirs شاغرة بعد مغادرتهم لصالح أصحاب السلطة الجدد، والتي تباع أحيانًا بقيمة عالية. في الوقت نفسه، تسيطر nomenklatura السياسية العسكرية الحاكمة على القطاعين الرئيسيين، الدفاع والهيدروكربونات
يتم الحفاظ على التماسك بين المجموعات القيادية السياسية والعسكرية من خلال التوزيع العادل نسبيًا ( أو على الأقل المتفاوض عليها ) بين أعضائها، من فوائد الأقساط, بينما تحول بعض الجنود السابقين الى رجال اعمال. تسمح السيطرة على الموارد الاقتصادية من جهة بالاحتفاظ بالسلطة ومن جهة أخرى، بدحر الخصوم 

#### نظام عشائري وزبائني
شوهدت محسوبية النظام العسكري الجزائري منذ السنوات الأولى التي تلت الاستقلال، مع إعادة توزيع التكلفة المنخفضة للبضائع من Pieds-noirs التي تشكلت في القطاع الخاص، وهي النواة الأولى لرجال الأعمال الموالين للحكومة. وتتكون هذه النواة بشكل أساسي من قادة المقاومة السابقين وأمراء الحرب الذين حصلوا على رأس المال وتم تشجيعهم على الإثراء، في تناقض تام مع الخط الرسمي "اشتراكية عربية للنظام. ولحماية نفسه من محاولات الانقلاب، تنازل النظام العسكري لرؤساء المناطق العسكرية عن إقطاعيات ومزايا مالية تعويضاً عن احتكاره المتزايد للسلطة، مع مكافأة أتباعه.
نظام الحكم هذا عشائري أيضًا، بقدر ما تعيد المجموعة الحاكمة توزيع الفوائد التي تحصل عليها على حلفائها، ولكن أيضًا على أسرتها، وقبيلتها, أو إلى المنطقة التي تأتي منها. فهواري بومدين، المنحدر من ولاية غيلما، يفضل شرق البلاد في سياسته لإعادة توزيع الأقساط، بينما يفضل عبد العزيز بوتفليقة غرب البلاد، حيث مسقط رأسه.
من بين استراتيجيات الزبائنية للنظام الجزائري، يجب ملاحظة التناقض في علاقاته مع المسلحين الإسلاميين. فحين يدعي النظام محاربة لمسلحين الإسلاميين منذ الانقلاب العسكري في يناير 1992، يظهر أنه تم بالفعل تنظيم تقسيم غير رسمي للسلطة بين العسكر والإسلاميين, حول جبهة مناهضة للعلمانيين ضد المعارضة اليسارية. ويظهر أن بوتفليقة فوض إدارة القضايا المجتمعية للإسلاميين مقابل الدعم الانتخابي، حيث يتم شراء السلم مقابل الدعم، لا سيما عبر الوكالة الوطنية لدعم تشغيل الشباب (الجزائر), المنظمة التي تمول المشاريع الصغيرة للشباب.
في الثمانينيات، شجع الشاذلي بنجديد أيضًا، في إطار رغبته في قلب صفحة الاشتراكية وفرض إصلاحات يمينية، الإسلام السياسي لإحباط تأثير الدوائر اليسارية, فكان ليبراليا في المسائل الاقتصادية، محافظا في الأمور المجتمعية 
وهكذا، فإن النظام الجزائري يدين باستمراريته إلى واقع انتهازي، حيث تراجع الأيديولوجيات اليسارية أو العربية, وانحسار الإسلاميين الجزائريين الذين ضمن دعمهم رغم ظهوره على الساحة كمقاوم ضد « الخطر الإسلامي » للحصول على دعم المستشاريين الغربيين 
أخيرًا، يعد ضعف تداول النخب واستمراريتها في السلطة، مثل بوتفليقة، وزير الخارجية من 1962 إلى 1979 ثم الرئيس الجزائري من 1999 إلى 2019 (الذي أطيح به في انتفاضة شعبية ) عاملاً مواتياً للمحاباة.

#### عدم وجود مساءلة من قبل السلطة
إن العدالة الجزائرية، التي تعتمد بشكل كبير على السلطة السياسية، لا تؤدي دورها كحكم، وهي جزء من نظام الفساد العام. وفقًا لمنظمة الشفافية الدولية للمنظمات غير الحكومية، يتم رفض القضاة الذين يعتبرون « مستقلين جدًا » –. كما يمنع القادة المشاريع التي تم تطويرها لتطوير الكفاءة القضائية، في حين أن وزارة العدل تحمل أحيانًا القضاة أنفسهم مسؤولية هذا النقص في التقدم 
وكدليل على أن هذه المؤسسة لديها القليل من المصداقية في نظر الرأي العام، أعلن المحامي والناشط في مجال حقوق الإنسان ميلود الإبراهيمي في عام 1998 أنه:
" لا يمكن فصل عمل النظام القضائي عن عمل النظام الذي لا يظهر رغبته في التخلص من ردود الفعل السابقة, ولا من التراث النصي الذي يستخدمه كما نعرف. [... ] سيكون هذا هو الحال حتى تحرز عملية التحول الديمقراطي تقدما كبيرا"
وبالتالي، ليست العدالة غير فعالة كمؤسسة للسيطرة فحسب، بل هي أيضًا أداة قمع تستخدمها السلطة ضد العديد من أشكال المعارضة: كالصحافة, والإضرابات وأي شكل آخر من أشكال التظاهر، أو المنافسة الاقتصادية على الأنشطة التي يسيطر عليها النظام الحاكم ( عن طريق سجن رجال الأعمال ). كما يتم استخدامه من وقت لآخر كأداة لتسوية الحسابات بين المديرين والمديرين السابقين أو المديرين التنفيذيين للشركات, على خلفية اتهامات بالفساد خصوصا عندما يتعلق الأمر بالقضاء على الخصم، وتمويه الرأي العام أن مكافحة الفساد تؤخذ على محمل الجد
إن عدم احترام الفصل بين السلطات وعدم استقلالية العدالة، فتجلى بنفس القدر داخل البرلمان الجزائري، حيث لا توجد قوة مضادة. فلم يقم البرلمان، الذي يسيطر على المنبع والمصب، بتشكيل لجان تحقيق لتسليط الضوء على مسؤوليات كل المواقع في نظام الفساد. وهكذا، فإن النظام الذي يواجه القليل من الطعون من قبل المحاكم والبرلمان، ويسيطر على جزء كبير من الصحافة من خلال القمع  والرشاوى المدفوعة لأصحاب الصحافة، لا يميل إلى المساءلة.

#### سياسة الحيل القذرة
سياسة الحيل القذرة، المدمجة بالكامل في الحكم العسكري الجزائري، تشمل، من بين أمور أخرى، التلاعب والتسلل والمؤامرات والترهيب والتطهير والتعذيب والقتل السياسي.

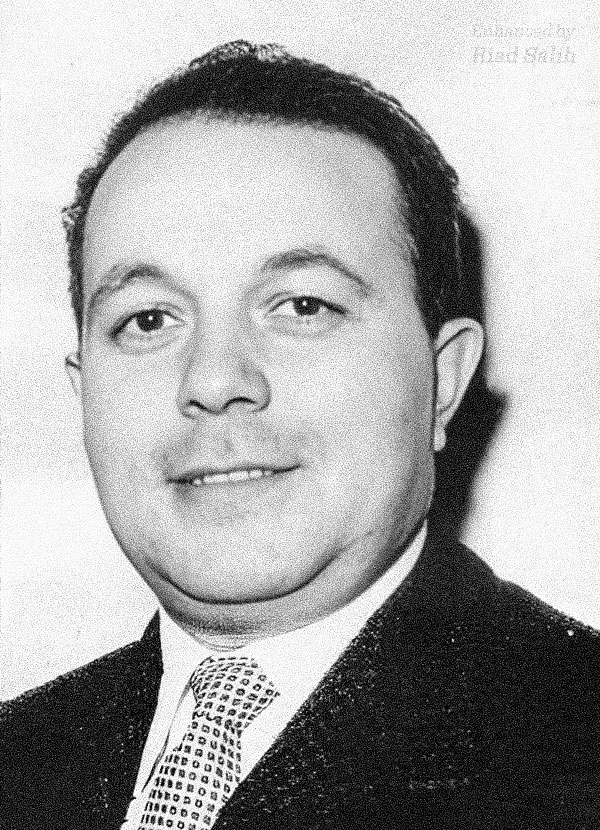
اغتيل عبان رمضان، مقاتل من جبهة التحرير الوطني، في المغرب عام 1957 على أيدي متشددين متنافسين من نفس الحزب.

بدأت هذه السياسة في منتصف الخمسينات، عندما انخرط نشطاء جبهة التحرير الوطني في حرب بين الأشقاء مع منافسيهم في الاستقلال في خضم حرب الاستقلال الجزائرية, الحركة الوطنية الجزائرية، وكان من أبرزها مذبحة ملوزا في مايو 1957، حيث قتل 315 مدنياً متهمين بدعم الجيش الوطني الليبي على أيدي أعضاء جبهة التحرير الوطني. في نفس العام، رمضان أبان، ناشط في جبهة التحرير الوطني ومدافع عن « أولوية السياسة على الجيش », اغتيل على خلفية الخلافات الداخلية داخل حركة الاستقلال.
منذ ذلك الحين، لم تتوقف الاغتيالات والوفيات المشبوهة للمعارضين في السياسة الجزائرية: محمد خيضر في عام 1967، كريم بلقاسم في عام 1970، علي أندريه ميسيلي في عام 1987, محمد بوضياف عام 1992 وعبد القادر حشاني عام 2000.
في ديسمبر 2019، احتفل المشاركون في احتجاجات حراك بالذكرى 62 لاغتيال أبان رمضان، في حين أن أولوية الحكم المدني على الجيش هي أحد المطالب الرئيسية للمتظاهرين 
في أغسطس 2021، اعتنق سليمان بوحفص ضابط شرطة جزائري سابق، المسيحية، ولجأ إلى تونس بعد أن حكم عليه في الجزائر بتهمة « إهانة الإسلام », اختطفه عملاء يرتدون ملابس مدنية واعتقلوه في منزله بتونس قبل استجوابه من قبل السلطات الجزائرية. بالنسبة للعديد من المنظمات غير الحكومية، بما في ذلك منظمة العفو الدولية، يعد هذا الطرد سابقة خطيرة لتونس حيث يوجد بالفعل حديث عن انتهاك لقانون اللاجئين الدولي.

### ارتباط بالاقتصاد الريعي
وبحسب المحللين داحو جربال ورشيد سيدي بومدين، فإن الفساد في الجزائر أداة قوة تحكم الدولة: النفط وإيجار الأرض يغذي الأوليغارشية السائدة, في حين أن الدولة لديها كل أدوات الوصول إلى هذا القسط السنوي
على هذا النحو، فإن هذا الوضع يفضي إلى تطور الفساد والاستبداد، فمن ناحية لأن الدولة يمكنها « شراء » المعارضين السياسيين المحتملين، ومن ناحية أخرى لأنه, من خلال توزيع المساعدات، يمكنه الحصول على الموافقة الشعبية. في هذا السياق، يميل المواطنون، الذين يعتمدون على صدقات الدولة ’ « ، إلى غض الطرف عن اختلاسها, في حين أن الأقساط السنوية تجعل من الممكن تمويل نظام قمعي. وأخيرًا، نلاحظ أن الدولة تستمد دخلها من الأقساط السنوية، وليس من الضرائب كما هو الحال في معظم البلدان ( على الدخل والثروة وما إلى ذلك ), ما يجعلها غير مبالية بالوضع المهني والاقتصادي لسكانها،. لقد كان الوضع السياسي والاجتماعي في الجزائر منذ الاستقلال مرتبطًا دائمًا بسعر الهيدروكربونات. في عام 1967، كانت خطة التصنيع للبلاد من خلال اقتصاد اشتراكي مخطط أطلقه هواري بومدين قصيرة، بسبب نقص البنية التحتية وضحية جمود النظام. ثم أصبحت الجزائر تعتمد على إيجارها النفطي، بمجرد تأميم ثروتها المعدنية في عام 1971، وارتفعت الإيرادات في أزمة النفط عام 1973.

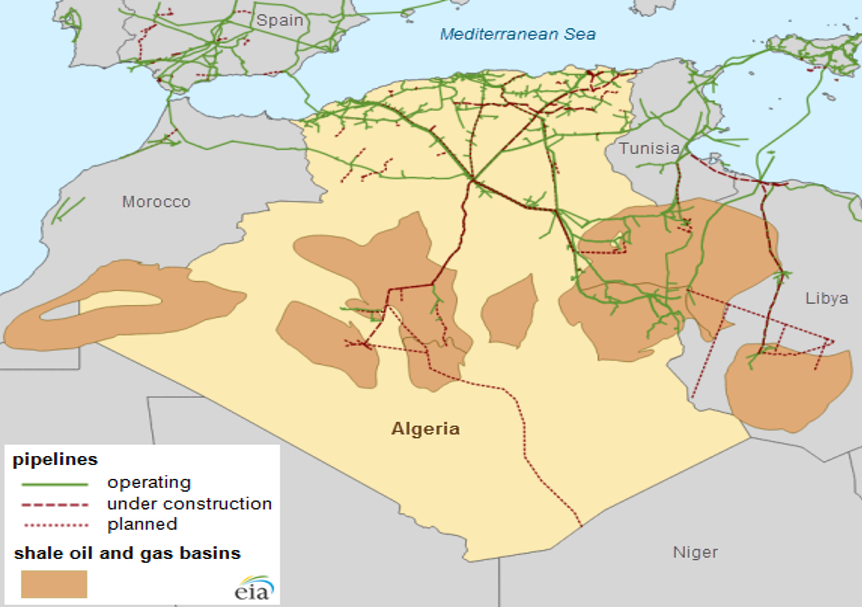
رواسب النفط والغاز في الجزائر وشبكة أنابيب للتصدير.

في عام 1986، كان الانخفاض حادا في سعر البرميل وصل إلى 10 $ ، و سبب بشكل غير مباشر أعمال الشغب في عام 1988, ففقدت الدولة ما كان يمكنها من شراء السلم الاجتماعي، بينما سمحت أزمة النفط لعامي 1973 و 2008 بتعزيز قوتها.
إن الطبيعة الريعية للاقتصاد الجزائري واضحة، عندما نلاحظ أن الجزائر على الرغم من إنتاجها النفطي، تعتمد على وارداتها من الوقود لتلبية الطلب المحلي, فمصافيها الخاصة لا توفر الاكتفاء الذاتي. في عام 2013، مثلت الأخيرة 3.4 مليار دولار، أو 6 ٪ من إجمالي قيمة الواردات من الجزائر في ذلك العام 
كان استخدام عائدات النفط مبهما بشكل خاص: بينما ارتفع سعر برميل النفط الخام من 40 دولار عام 2004، ثم 80 دولار عام 2007، ثم قرابة 150 دولار خلال أزمة النفط عام 2008، فإن قوانين المالية للأعوام من 2004 إلى 2007 وضعت على أساس سعر مرجعي 19دولار للبرميل. بين عامي 2010 و 2011، عندما تذبذبت أسعار النفط في المتوسط بين 60 دولار للبرميل، تم حساب قوانين التمويل لنفس الفترة على أساس سعر البرميل عند 37 دولار. تم إنشاء أداة، صندوق تنظيم الإيرادات، في عام 2000 لتحديد الفرق بين الإيرادات المتوقعة والإيرادات الفعلية من تصدير الهيدروكربونات، من أجل استخدامها لسداد الدين الخارجي للبلد، ولكن إدارتها خرجت عن السيطرة، هو أشبه بصندوق أسود.
في عام 2019، ارتبطت الحركة الاحتجاجية « Hirak » جزئيًا بالمخاوف العامة بشأن مستقبل البلاد التي تواجه استنفاد الموارد الهيدروكربونية, في حين يتساءل عدد كبير من الجزائريين أين ذهبت الأموال من مكاسب النفط المفاجئة منذ أن كانت البلاد تفتقر إلى البنية التحتية والخدمات العامة، ولديها بطالة عالية.
في نوفمبر 2021، صوت البرلمان الجزائري لإلغاء نظام الإعانات المعممة للمنتجات الأساسية التي كانت موجودة منذ عقود, تم استبداله باستهداف المحتاجين بموجب قانون المالية لعام 2022.

### مأسسة الاحتكارات

#### استيلاء السلطة على الاقتصاد الجزائري
لضمان الوصول إلى الأقساط السنوية بصفة منتظمة، أقام الحكام الجزائريون أو استولوا على احتكارات متعددة. على غرار روسيا، أخذ قادة الجزائر ذريعة الاشتراكية والتخطيط الاقتصادي للسيطرة على جزء كبير من الأنشطة المربحة للبلاد, التي تنازلوا عنها بعد ذلك لرجال الأعمال الذين كانوا قريبين منهم أثناء تحرير الاقتصاد في الثمانينيات.

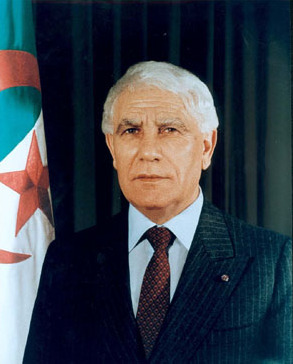
الشاذلي بن جديد، الرئيس الجزائري من 1979 إلى 1992، بمبادرة من التحول الليبرالي في الثمانينيات.

بين عامي 1989 و 1991، انضمت مجموعة الإصلاحيين مولود حمروش وغازي حيدوسي إلى الحكومة بعد الانفتاح الذي أقره الرئيس الشاذلي بنجديد في أعقاب أعمال الشغب في عام 1988. وحدد لنفسه هدف تفكيك أسس هذا النظام الاحتكاري. هناك العديد من الإجراءات الجارية، مثل اعتماد دستور جزائري يكرس مبادئ سيادة القانون، وإضفاء الطابع المؤسسي على استقلال بنك الجزائر, استقلالية المؤسسات العامة مقابل الإشراف الوزاري، وإلغاء احتكارات الاستيراد، وإنشاء مرصد التجارة الخارجية، وكذلك مراجعة حسابات سوناطراك من قبل الهيئات الدولية 
إنها المرة الأولى للجزائر المستقلة التي ترتبط فيها الحكومة بالإصلاحات الاقتصادية والإصلاحات السياسية. للإصلاحيين, لا يمكن أن ينجح الانتقال إلى السوق بأي حال من الأحوال بنفس النظام السياسي الذي يكرس الجيش وأجهزة الأمن ويضعها فوق المؤسسات السياسية الإدارية. وهكذا بدأ النظام المتعدد الأحزاب، وحرية الصحافة، وانسحاب الجيش من اللجنة المركزية لجبهة التحرير الوطني، وحل محكمة الدولة. فتحت التجارة الخارجية الجزائرية، وينبغي أن يؤدي تخفيض قيمة الدينار إلى قابليتها للتحويل الخارجي
لكن هذه الإجراءات التي تهاجم أدوات الفساد السياسي تثير بلا شك عداء أسياد النظام، الذين وضعوا حدا له في يونيو 1991.

#### القطاعات الرئيسية المعنية
يتعلق هذا النظام في المقام الأول بقطاع الهيدروكربونات، مع شركة سوناطراك العامة التي تسمح للحكومة بالحصول على جزء كبير من إيجار النفط, ولكن أيضًا احتكارات على المنتجات المستوردة مثل الطعام أو الأدوية أو مواد البناء. هذه الاحتكارات هي مصادر ربح مهمة للغاية، لأنها تسمح للبائعين في السوق الداخلية الجزائرية بتحديد الأسعار من خلال الحصول على هامش كبير. وبالتالي، حتى واردات السجائر، المحظورة رسميًا لتعزيز الإنتاج المحلي، يتم التسامح معها بشكل غير رسمي من قبل السلطات ضد الرشاوى المدفوعة للوسطاء
في عام 1999، و حرصا على تنويع اقتصاد البلاد الذي يصدر الهيدروكربونات فقط،أعلن الرئيس المنتخب حديثًا عبد العزيز بوتفليقة أن السياحة قطاع مهم بعدة مليارات من الدولارات يمكن للجزائر الاستفادة منها. ونتيجة لذلك، يتم تنظيم احتكارات جديدة، حيث يحتكر المستثمرون المقربون من السلطة أجزاء كبيرة من الساحل الجزائري من خلال الاستفادة من التسهيلات التي يمنحها القانون ومنظمات المساعدة الاستثمارية. وتنشأ هذه أيضًا كوسيط للأجانب الأثرياء في الخليج الذين يرغبون في أن يصبحوا مالكين للمنازل الواسعة. يبدو أن هذه العملية قد تم تيسيرها بتهجير أعداد كبيرة من سكان المناطق الساحلية، وخاصة المستهدفة بمذابح المدنيين خلال الحرب, اضطر إلى الاستقرار في ظروف محفوفة بالمخاطر في ضواحي المدن الكبيرة. توقيت هذه الخطط لاحتكار السواحل الجزائرية من أجل الربح، في أعقاب نهاية الحرب الأهلية التي سمح بها عفو ضخم قدمه بوتفليقة للإرهابيين الإسلاميين, يغذي الشكوك في التعاون بين القوة العسكرية وأعدائها السابقين
الاتصالات عبر شركة الجزائر للاتصالات Algérie Télécom هي أيضا قطاع تسيطر عليه الحكومة الجزائرية، متأثرة جدا بالفساد أثناء المناقصات, مما يتسبب في تكاليف وتأخيرات إضافية كبيرة في مواقع البناء. على سبيل المثال في مارس 2020، أثارت العديد من وسائل الإعلام الجزائرية انسدادًا، من قبل وزيرة الاتصالات الجزائرية هدى إيمان فرعون, من مشروع تمديد الألياف الضوئية في المناطق الحدودية والصحراء في البلاد، والذي ألغى الشركات التي فازت بعقد لصالح موبيلينك، شركة الإخوة كونينيف, قريب من السلطة. ومع ذلك، لم تقم هذه الشركة حتى بتنفيذ المشروع نفسه وتعاقدت مع شركات خاصة أخرى مع الحصول على هامش كبير, مما تسبب في خسائر تعادل عدة ملايين من الدولارات.
في يونيو 2021، حُكم على الإخوة كونينف بالسجن لفترات استغلال النفوذ وغسل الأموال وتلقي مزايا غير لائقة وتمويل خفي للحملة الانتخابية. وقد ساهم هذا الأخير بشكل فعال مالياً في إعادة انتخاب عبد العزيز بوتفليقة 2004 و 2009 و 2014. وفي أكتوبر / تشرين الأول، حُكم على وزيرة الاتصالات السابقة هدى إيمان فرعون بالسجن 3 سنوات, بغرامة قدرها 500000 دينار لإهدار الأموال العامة، ومنح امتيازات لا داعي لها وإساءة استخدام النصب الوظيفي
أما من جانب المستوردين، فيتجلى اللوبي القوي والغني لتجار السيارات الجزائريين الذين يظهر تواطؤهم مع النظام بطلبات عامة كبيرة مقابل الدعم الانتخابي. في عام 2014، مراد أولمي، رئيس شركة Sovac، موزع العلامات التجارية، مثل فولكس فاجن وأوديVolkswagen، ومحمد بايري، رئيس شركة Ival التي تقوم بتسويق سيارات العلامة التجارية فيات وإيفيكو ومازدا, هم جزء من مجموعة مؤثرة من قادة الأعمال المنخرطين في دعم ترشيح عبد العزيز بوتفليقة لولاية رابعة.
أخيرًا، يمكننا أن نذكر كامل الشيخي، المستورد الرئيسي للبلاد للحوم الحلال من أمريكا الجنوبية، الملقب "الجزار".

### الارتباط بالاقتصاد غير المهيكل
إذا كان الاقتصاد غير المهيكل منتشرًا في الجزائر، فإن توظيف واحد من كل 27 عاملاً يتغذى على التحايل على اللوائح ، فلا ينبغي مساواة ذلك بالفساد. إن عدم وجود قواعد راسخة تنطبق على الجميع والذين يمكن معاقبة انتهاكاتهم يحافظ على غموض ما هو قانوني وغير قانوني، رسمي وغير رسمي وبالتالي, لا تزال الحدود غير واضحة بين الطبيعة الاحتيالية أو أعمال غير التجارية  ومع ذلك، فإن الحصة الكبيرة جدًا من القطاع غير الرسمي في الاقتصاد ( 16 إلى 17٪ من الناتج المحلي الإجمالي و 50 % من السكان النشطين في عام 2005 وفقا لمنظمة العمل الدولية 2 ) هو نتيجة أخرى للانفصال بين الدولة الريعية وعمل السكان.
على سبيل المثال، النظام المصرفي، المثقل بديون المؤسسات العامة والديون المعدومة، لا يلعب دوره في الوساطة المالية؛ والحصول على القروض، نادر.
يؤدي عدم فعالية النظام المصرفي إلى الحفاظ على ظاهرة تداول العملة الموازية والتشويه بين التبادل الرسمي والتبادل الأسود. وبالتالي، للتزود بالوقود في الخارج، يقوم التجار غير الرسميين « بشراء عملاتهم ليس من البنوك، ولكن من السوق السوداء، المقدرة من قبل بعض المراقبين الخاصين بنحو 10 مليارات دولار, أو 50٪ من صادرات الدولة عام 2020.
يمكننا أخيرًا تفسير ذلك من خلال تدابير حمائية متعددة من أجل الحد من العجز التجاري وتفضيل الاقتصاد المحلي الذي، عندما يكون الأخير غير قادر على تلبية الطلب, لها تأثير خلق النقص وزيادة التهريب. وهكذا، بصرف النظر عن الخبز أو السميد أو الزيوت أو السكر والطاقة ( الغاز والوقود والكهرباء,) المقدمة من القطاع العام بأسعار منخفضة للغاية بفضل الإعانات، يأتي بقية الاستهلاك بشكل رئيسي من غير الرسمي الذي يزود نفسه بالواردات. على سبيل المثال، الفواكه والخضروات لديها فقط موردين من القطاع غير المهيكل.
[[Fichier:Banknote Algerie 2011 2000DZD 0021428188 050015 07823 v.jpg|alt=Billet de 2٬000 dinars algériens|تصغير| ورقة نقدية بقيمة 2٬000 دينار جزائري.]]
في عام 2015، وفقا لرئيس الوزراء الجزائري عبد المالك سلال، قدر مبلغ النقد المتداول في الدائرة غير الرسمية بنحو 41 مليار دولار, أعلى بكثير من السيولة المصرفية المقدرة بـ 25.7 مليار دولار. يتحدث الجزائريون عن اقتصاد « chkara » ( bag ) لأنهم يضطرون إلى نقل مبالغ ضخمة في أكياس عندما يضطرون لدفع العقارات أو شراء السيارات.
إن تمرد هذا الاقتصاد على القواعد المالية والجمركية يخلق شعوراً بالضعف بين السلطات ; إنه قسم كامل من نشاط الاقتصاد الكلي والتبادلات النقدية التي تفلت من حسابات الحكام. ويغطي القطاع غير الرسمي في الجزائر عمليا جميع القطاعات: الفواكه والخضروات، والملابس، والخدمات، والحرف اليدوية، والسيارات، والأجهزة المنزلية، ونقل الركاب والبضائع.
في يونيو 2015، و بسبب انخفاض أسعار النفط في عام 2014, تبحث الحكومة الجزائرية عن عائدات ضريبية وتفرض عتبة معاملة يصبح بعدها الدفع عن طريق الشيكات أو الوسائل المصرفية الأخرى إلزاميًا. قامت الحكومة بمحاولة أولى من نفس النوع تستهدف مبالغ المعاملات التي تزيد عن 5000 يورو، لكن الحكومة تراجعت خوفًا من العدوى من الربيع العربي.
بسبب النقص المالي المرتبط بالقطاع غير الرسمي، تعاني الجزائر من عجز في الميزانية يبلغ حوالي خمس الناتج المحلي الإجمالي في السنوات السيئة، عندما تكون العملة الوطنية، الدينار, فقدت 100٪ من قيمتها منذ سبتمبر 2001.

## عواقب الفساد
تكلفة الفساد للجزائريين مرتفعة للغاية: الدولة مفلسة، وانعدام الأمن، والاقتصاد مفلس، والإفقار الجماعي، والإدارة العامة المتقادمة.

### العواقب الاقتصادية
كما هو الحال في كل مكان، يشكل الفساد في الجزائر عقبة رئيسية أمام التنمية، وعرقلة الاستثمارات. إنه يضر بالابتكار ويعزز الأنشطة السريعة الربح وغير المنتجة على حساب الاستثمارات الخطرة. بالإضافة إلى ذلك، فإنه يضعف كفاءة الدولة ومصداقية الاقتصاد للمستثمرين، بسبب تعميم الوصاية كشرط استثماري, بالإضافة إلى تخوف الشركات الأجنبية من التعاون مع هذا النظام. وفقا للبنك الدولي، الذي أجرى دراسات على أكثر من 1400 مستثمر وشركة في عام 2003، يمثل الفساد عائقا رئيسيا من حيث الاستثمارات في الجزائر، حيث أن 75 % من الشركات أبلغت عن دفع رشاوى. ويقدر البنك الدولي أن الشركات في الجزائر تنفق ما متوسطه 6٪ من حجم مبيعاتها على الفساد, بينما تصف منظمة التعاون الاقتصادي والتنمية ومصرف التنمية الأفريقي، في تقرير مشترك، الفساد في أفريقيا بأنه آفة مستوطنة « ».
في عام 2021، احتلت الجزائر المرتبة 162 في تصنيف مؤشر الحرية الاقتصادية، المصنف في فئة « المقموع ».
بالإضافة إلى ذلك، يتسبب تكاثر الوسطاء في مواقع الأشغال العامة الرئيسية في تأخيرات كبيرة، فضلاً عن انفجار في التكاليف المدرجة في الميزانية بسبب العمولات التي يتلقاها كل منهم ; تعد الطريق السريعة الشرقية الغربيةl'autoroute Est-Ouestومشاريع الاتصالات منذ أوائل العقد الأول من القرن الحادي والعشرين أمثلة رمزية. لكن الفساد، بسبب غموض المعاملات وانعدام السيطرة، له أيضًا تأثير على جودة العمل المنجز, كما يتضح من انهيار العديد من المباني التي من المفترض أن تكون على مستوى المعايير المضادة للزلازل خلال زلزال بومرداس في عام 2003.
على المستوى الصناعي يزداد الطلب في الجزائر على السيارات بشكل حاد وليس لديها مصنع وطني على عكس إيران ( إيران خودرو ) ومصر ( نصر ), حيث شهدت محاولتين فاشلتين لتطوير سلسلة إنتاج محلية. في التسعينات، تم إطلاق مشروع الشركة المصنعة، والتي كان على سيارتها أن تحمل اسمًا جزائريًا أصيلًا، « Fatia »، ويتم تصنيعها في تيارت ( غربًا ), بالشراكة مع Fiat. لكن هذا المشروع غمرته زوبعة الأمن السياسي في التسعينات، قبل أن يدفنه مرسوم رئاسي رسميًا في عام 2009.
بين عامي 2012 و 2020، وعلى غرار جارتها المغرب، تلقت الجزائر استثمارات أجنبية كبيرة في صناعة السيارات، مع طموح بناء قطاع وطني وتنويع صادراتها. ولكن هنا أيضًا، فإن غموض المعاملات وتكاثر الانتهاكات وقضايا الفساد وكذلك القرارات السياسية السيئة، تجعل معظم المستثمرين الأجانب يستسلمون, مما تسبب في إغلاق المصانع المتتالية وآلاف العمال العاطلين عن العمل 
أضاعت الجزائر أخيراً فرصة لتصبح منتجاً ومصدراً رئيسياً للصلب مع تخفيض مجمع الحضر الفولاذي, التي فقدت جزءًا كبيرًا من طاقتها الإنتاجية خلال نقطة التحول الليبرالية في الثمانينيات. إن تفكيك المجتمع الذي يبرره تحرير الاقتصاد يشوبه تسوية الحسابات وقمع الحكومة التي تخشى المنافسة من رجال الأعمال الأقوياء, وفي الواقع سجن العديد من المتهمين بسوء الإدارة.

### العواقب الاجتماعية

#### إفقار السكان وتفكك الروابط الاجتماعية
غالبًا ما ترد ملاحظة في الجزائر مفادها أن « الجزائر غنية، والجزائريون الفقراء »، في إشارة إلى الموارد الطبيعية المهمة للبلاد التي لا يستفيد منها السكان. إن القوة الشرائية الضعيفة والبطالة المتوطنة بين الشباب وإفقار الطبقات الوسطى هي الأعراض الرئيسية لمعاناة السكان 
ينتج الفساد تفكك الروابط الاجتماعية والعمل على تحقيق المصالح الخاصة على حساب المصلحة الجماعية. ويكرس النظام الحاكم استعباد أفراد المجتمع الذي يجب أن يدفع مقابل التمتع بحقوقه المشروعة، بما في ذلك الخدمة العامة، التي هي من المفترض أن تكون مجانية نظريًا ومتاحة للجميع
حتى أصبح الصدق في المعاملات، قليل الاعتبار بل عيبًا، ليصبح عقبة أمام الطموح والتقدم الاجتماعي، فعندما يمكن يقول الجميع لأنفسهم : « بما أن الجميع يستفيدون، فلماذا أنا لا أنتهز الفرصة؟ ». وبالتالي، فإن السكان ينخرطون في لعبة المجانية التي يتم الحصول عليها بطريقة احتيالية، إضافة الى الموظفين المدنيين الصغار، الذين يميلون إلى البحث عن دخل إضافي في إطار الفساد المصغر. وهكذا سجل مؤشر الحرية الاقتصادية في عام 2002، عام نهاية الحرب الأهلية، زيادة الفساد من قبل صغار موظفي الخدمة المدنية 
في الوقت الذي يظهر أن أسباب الفساد الأكثر وضوحًا هي في أعلى مراكز الدولة، فإن اعتماد سلوك « المواطنة »غير ممكن. كما أن عدم المساواة في النظام القضائي، وافتقاره إلى الشفافية، وبشكل عام، غياب القواعد التجارية أو المالية، لا يشجع على هذه المواطنة 
منذ منتصف الثمانينيات، أدى رد الفعل النفطي الذي تسبب في انخفاض برميل النفط إلى 10 دولارات في عام 1986، إلى انخفاض في الإيرادات الحكومية, مجففا وسائل إعادة التوزيع الموارد، التي مكن في السابق جزء منها شراء السلم الاجتماعي في شكل إعانات ووظائف في القطاع العام.
هذا الإفقار في البلاد، إلى جانب انفجار ديموغرافي في السنوات التي تلت الاستقلال، أنتج عددا كبيرا من الخريجين الشباب العاطلين عن العمل في الثمانينيات, مما تسبب في غضب السكان وهجرة البعض غلى الخارج

#### هجرة الأدمغة
تتعرض الجزائر، مثل العديد من دول الجنوب، لتناثر أفضل عناصرها، ووهجرتها نحو البلدان المضيفة الأكثر ملاءمة لتطورها الاجتماعي والفكري والعلمي. فئة الأطباء الجزائريين، المتخصصين، يشكلون جزءا من هذه الشريحة من الهاجرين، حيث غادر ما يقرب من 1200 إلى فرنسا في 2022. إن مسألة هجرة الأدمغة « متكررة في الاجتماعات بين المسؤولين الجزائريين والأوروبيين

#### حركات الاحتجاج الرئيسية
إن عدم المساواة بين أولئك الذين يستفيدون من نظام المحافظين والعملاء وغيرهم هو موضوع الغضب الشعبي الذي يتجسد بشكل خاص خلال المظاهرات وأعمال الشغب الكبرى في أكتوبر 1988, حيث قام الجيش بقمعها مخلفا مئات الضحايا.
في عام 2001، اندلعت سلسلة جديدة من أعمال الشغب ضد الفساد وإساءة استخدام السلطة من قبل ضباط الشرطة في منطقة القبايل. وأسفر القمع عن مقتل 126 شخصًا وإصابة المئات. في مارس 2018، هزت المظاهرات الرئيسية للأطباء والمسؤولين الجزائر
في عام 2019, ركزت حركة الاحتجاج الشعبية « Hirak » التي أدت الى الإطاحة بالرئيس عبد العزيز بوتفليقة إلى حد كبير على رفض هذه الأوليغارشية السائدة والاستيلاء لصالحها على الموارد الطبيعية البلد.

### العواقب الأمنية

#### العلاقة بين الفساد والحرب الأهلية
في التسعينات، كانت الحرب الأهلية فرصة لبعض دوائر الأعمال القريبة من السلطة، مستفيدة من مناخ العنف وانعدام الأمن, للشروع في إنشاء شركات الأمن والحراسة. أصبح عدد كبير من الشركات ملزمة بقبول خدمات كبار الشخصيات في الجيش والشرطة، وإنفاق جزء كبير من ميزانياتها لحماية موظفيها ومنشآتهم.
إذن، ليس الفساد المستشري أحد الأسباب الرئيسية للتدهور الأمني في البلاد فقط، لكن مناخ العنف حيث تم تجنيد الآلاف من الشباب المستبعدين اجتماعياً من قبل الجماعة الإسلامية المسلحة, يغذي الفساد بدوره.
المعدات الواردة من الخارج الموجهة للسلامة في القطاع المدني، مثل ماسحات (scanners) تم التحكم فيها بدورها من قبل شركات قريبة من السلطة الجزائرية التي تحصل على احتكار وتفرض سعرها على المعدات التي عفا عليها الزمن في بعض الأحيان.

#### عواقب أمنية أخرى

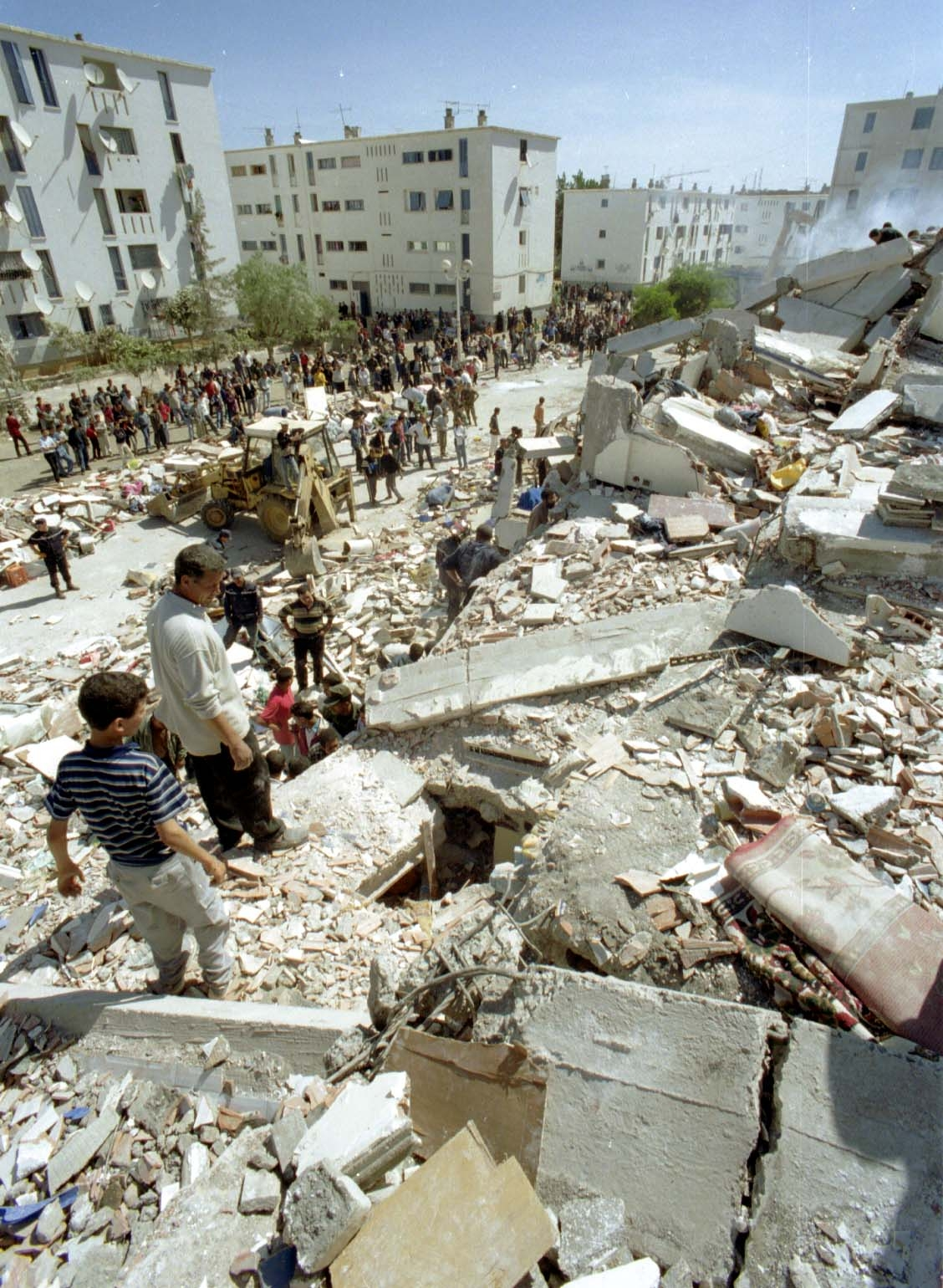
أنقاض المباني بعد زلزال 2003 في بومرداس.

بالإضافة إلى الاعتداءات والجرائم والابتزاز التي يعاني منها السكان، فإن الفساد له أيضًا عواقب أمنية عرضية بسبب الإهمال.
في مايو 2003، هز زلزال عنيف مدينة بومرداس على بعد 45 كلم شرق الجزائر العاصمة، مما أسفر عن مقتل أكثر من 2000 شخص وتشريد مئات الآلاف.وكشف مدى الضرر الإهمال الكبير: تعرف المنطقةعلى أنها زلزالية، ومع ذلك تضم المنطقة مئات المباني التي انهارت على نفسها, مما يشير إلى أنه لم يتم تنفيذ أي تدابير ضد الزلازل. كان تأثير هذا الإهمال أكثر وضوحًا مقارنة مع جزيرة هوكايدو اليابانية التي تعرضت لزلزال شديد الشدة في نفس العام، لكنه أدى فقط إلى إصابات طفيفة.
عمار تينيشا، رئيس الاتحاد الوطني لفنيي البناء، يؤكد هذا التشخيص بإعلانه أن قطاع البناء الجزائري تحت وطأة الفساد , وكثيرا ما لا يحترم وكلاء الدولة معايير البناء.
في صيف 2021، تم الاستشهاد بالفساد كأحد أسباب عدم قدرة الحكومة الجزائرية على المكافحة بشكل فعال ضد حرائق الغابات التي تدمر شمال البلاد

### تداعيات حرية الصحافة الجزائرية
ينخرط الفاعلون السياسيون، داخل السلطة الجزائرية وكذلك رجال الأعمال، وأحيانًا الإسلاميون –،في الحفاظ على سرية اتفاقياتهم, لقمع الصحفيين المرجح أن يكشفوا عن قضايا الفساد. ففي عام 2021، احتلت الجزائر المرتبة 146 في تصنيف حرية الصحافة في مراسلون بلا حدود 
وفي عام 1990، في سياق فترة التحرير القصيرة التي مرت بها الجزائر بين الإصلاحات التي أعقبت أعمال الشغب عام 1988 وبدء الحرب الأهلية عام 1992, قانون المعلومات يعلن حرية الصحافة. و في هذا العام ظهرت صحيفة الوطن الوطن، الرائد في الصحافة الجزائرية المستقلة،. ولكن كما هو الحال في معظم القطاعات،تم بسرعة إغلاق هذا المنبر الليبرالي للصحافة الجزائرية.
في عام 1996، بحجة حالة الطوارئ السارية منذ بداية الحرب في عام 1992, وزارة الداخلية الجزائرية تأمر الصحافة بالالتزام بالنشرات الصحفية الرسمية حول المعلومات الأمنية. الصحف التي تتجاوز ذلك تم تعليقها ومحاكمتها وسجن بعض الصحفيين.
بالإضافة إلى ذلك، قُتل حوالي ستين صحفيًا بين عامي 1993 و 1997، بمن فيهم الشاعر طاهر جعوط، الذي قتل برصاص نشطاء جبهة الإنقاذ الإسلامي. وهكذا، الجميع يستغلون الحرب الأهلية لنهب موارد البلاد، وتصورهم للسياسة هو نفسه, الشمولية والمافيا. والدليل على هذا الفساد هو مقاضاة المصمم ورسام الكاريكاتير في صحيفة Liberté اليومية، علي ديلم، وتغريمه بانتظام من قبل الحكومة, واستهدافه في خطب الأئمة الإسلاميين الذين يتبعون توجهات الحكومةوزير العبادة الجزائري.

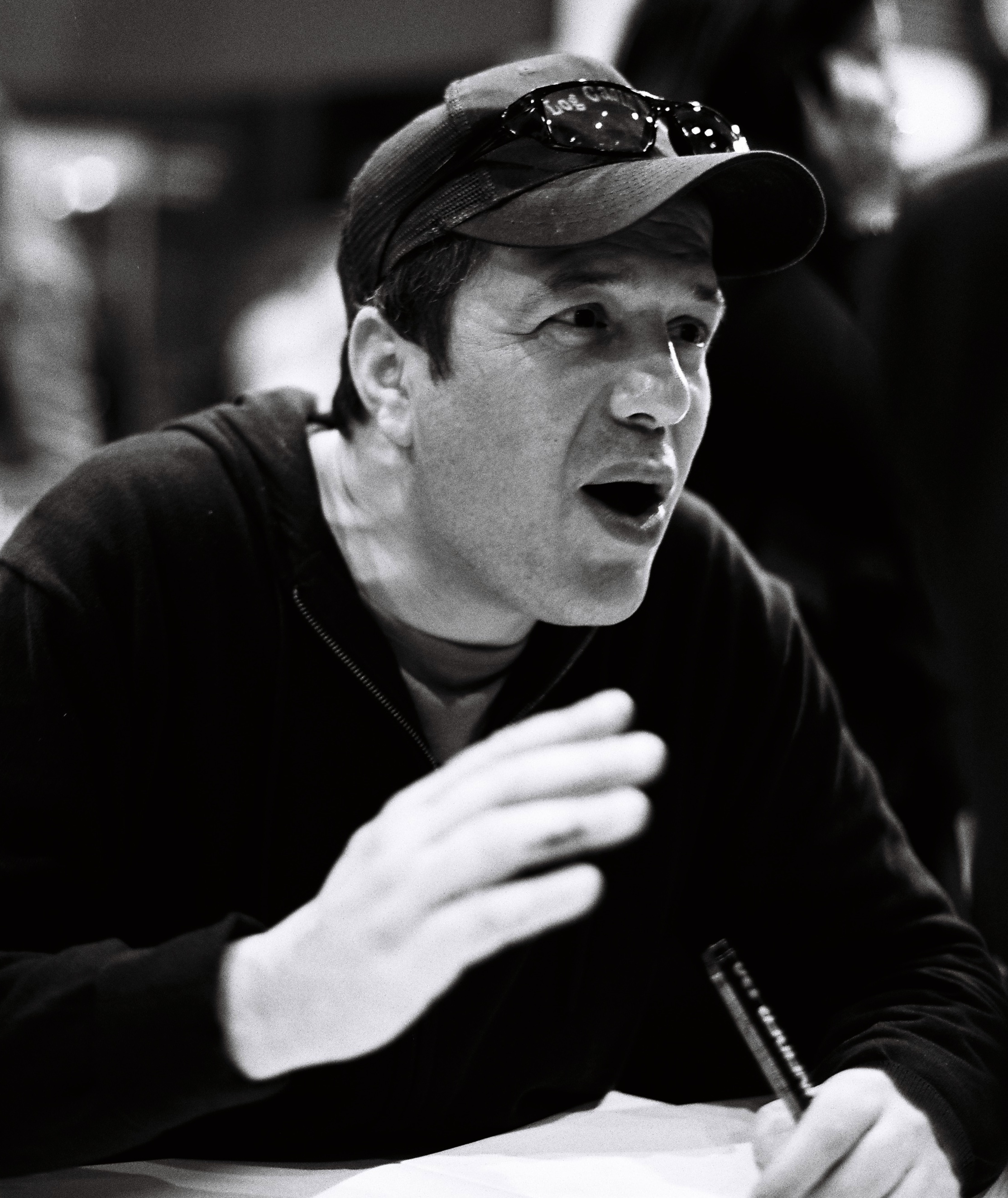
رسام الكاريكاتير علي ديلم في معرض باريس للكتاب عام 2012.

في عام 1999، تولى الرئاسة عبد العزيز بوتفليقة، و الذي لم يخف عدائه لحرية التعبير، وشدد القمع ضد الصحفيين، وخاصة أولئك الذين استهدفوه.
في عام 2001, نص تطبيق القانون الجديد على أحكام بالسجن لمدة تصل إلى عام واحد وغرامات تصل إلى 3200 دولار لمقالات تشهيرية « على المسؤولين الحكوميين أو ضباط الجيش. الإجراءات الجديدة تثبط وسائل الإعلام عن التحقيق في الفساد. حيث تستخدم الحكومة على وجه الخصوص السيطرة على عائدات الإعلانات للصحف الجزائرية عبر الوكالة الوطنية للنشر والإعلان ( ANEP )  كوسيلة للضغط.
الغالبية العظمى من المعلنين كونهم من القطاع العام، جعلت الوكالة وضع احتكاري لكسر ميزانيات الصحف الخاصة. هذا الابتزاز للإعلان يجبر وسائل الإعلام الخاصة على الرقابة الذاتية: خوفًا من فقدان أسواق إعلانية كبيرة, العديد من الصحف المستقلة التي كانت تعطي صوتًا لكل من المعارضة والحكومة في السلطة تقف تدريجيًا مع الحكومة.
لم يعد هذا القمع الحكومي يمتد فقط إلى الصحف، ولكن إلى الصحفيين أنفسهم، ولا سيما قضية عبد الحي بلياردوح، المراسل المحلي لصحيفة الوطن، الذي اختطف في يوليو 2002 وعذب, بينما كانت صحيفته تستعد لنشر مقال ( نُشر في يوم اختطافه ) يشير الى علاقات بين رئيس غرفة التجارة والصناعة المحلية مع الشبكات الإرهابية.انتحر عبد الحي بلياردوح. بعد بضعة أشهر ومنحته منظمة الشفافية الدولية بعد وفاته في عام 2003, « سعر النزاهة » بعد أن رفضت العدالة الجزائرية التعامل مع قضيته.

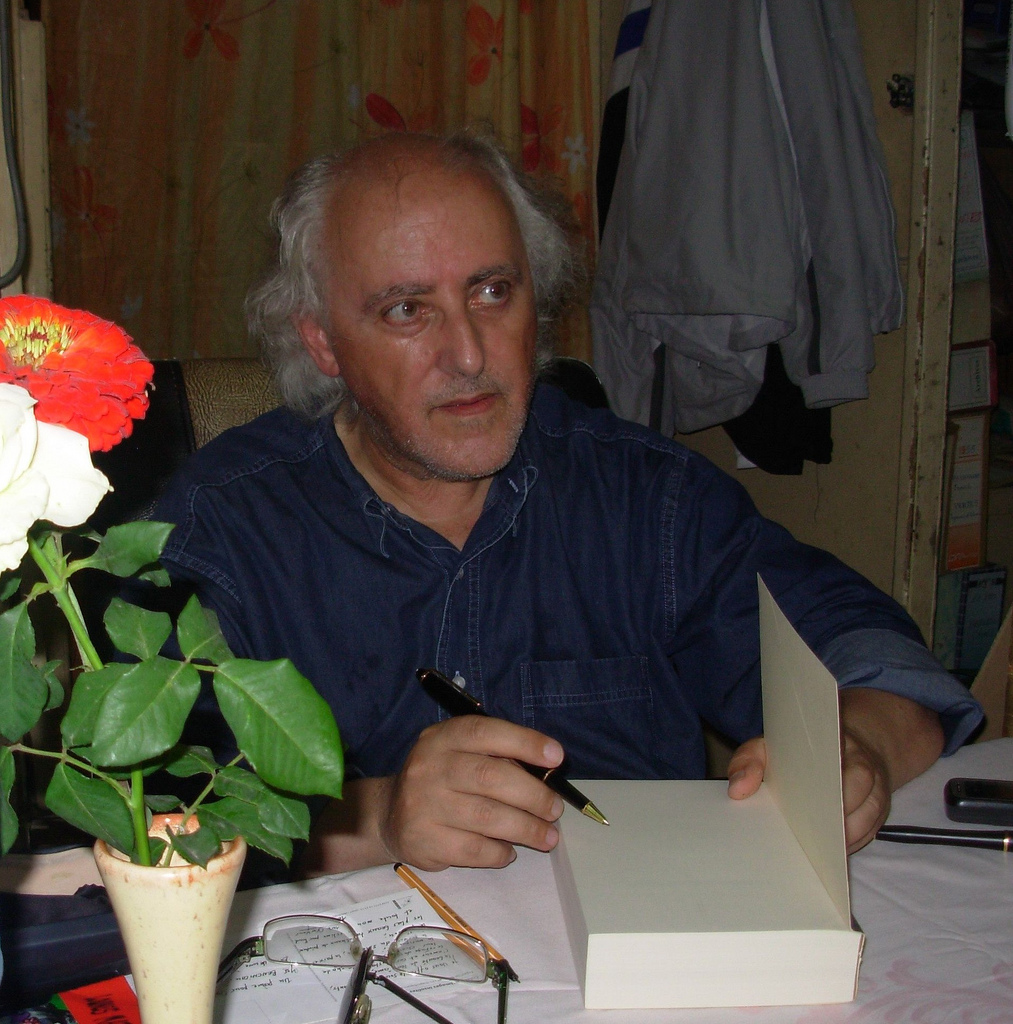
محمد بن شيكو، مؤلف كتاب بوتفليقة، دجال جزائري أفرج عنه عام 2004، وسجن لمدة عامين بين 2004 و 2006.

في عام 2004، حُكم على محمد بن شيكو، مدير صحيفة Le Matin اليومية، بالسجن لمدة عامين بتهمة التشهير بعد نشر عمله بعنوان Bouteflika, une imposture algérienne،. واضطرت الصحيفة إلى وقف نشرها في يوليو 2004، عندما طالبت شركة الطباعة الحكومية بدفع ديونها ; و تم بيع الممتلكات التي تحتوي على مبانيها في المزاد من قبل السلطات الضريبية.
ثم في جريدة الصباح نشر تحقيقات في تهم الفساد التي تورط فيها كبار مسؤولي الدولة.
فريد عليات، مدير النشر في Liberté، حُكم عليه بدوره بالسجن لمدة عام في مايو 2005، بتهمة التشهير، تليها العديد من الحالات المماثلة : فؤاد بوغانم وكاتب العمود حكيم لعلام، في مساء الجزائر، أو عبلة شريف، حسن زروكي، ياسمين زروكي وياسمين فروخي، من صحيفة الصباح 
في عام 2014، اضطرت طباعة الصحف اليومية الجزائرية وأخبار الجزائر للتوقف، بعد توقف ANEP عن إمدادها بالإعلانات. في خضم حملة انتخابية، حافظ العنوان الناطق بالعربية ونسخته الفرنسية على خط تحرير يعارض الفترة الرئاسية الرابعة لعبد العزيز بوتفليقة 
وفقا للجنة الوطنية لتحرير السجناء، في بداية عام 2020، في سياق الحراك، ما يقرب من 60 سجين رأي خلف القضبان في الجزائر, معظم منشورات Facebook. بحسب خالد درينى، صحفي TV5 World وممثل منظمة مراسلون بلا حدود لشمال إفريقيا: « للسيطرة على الحراك, أرادت الدولة السيطرة على الصحافة التي تنشر أخباره ».

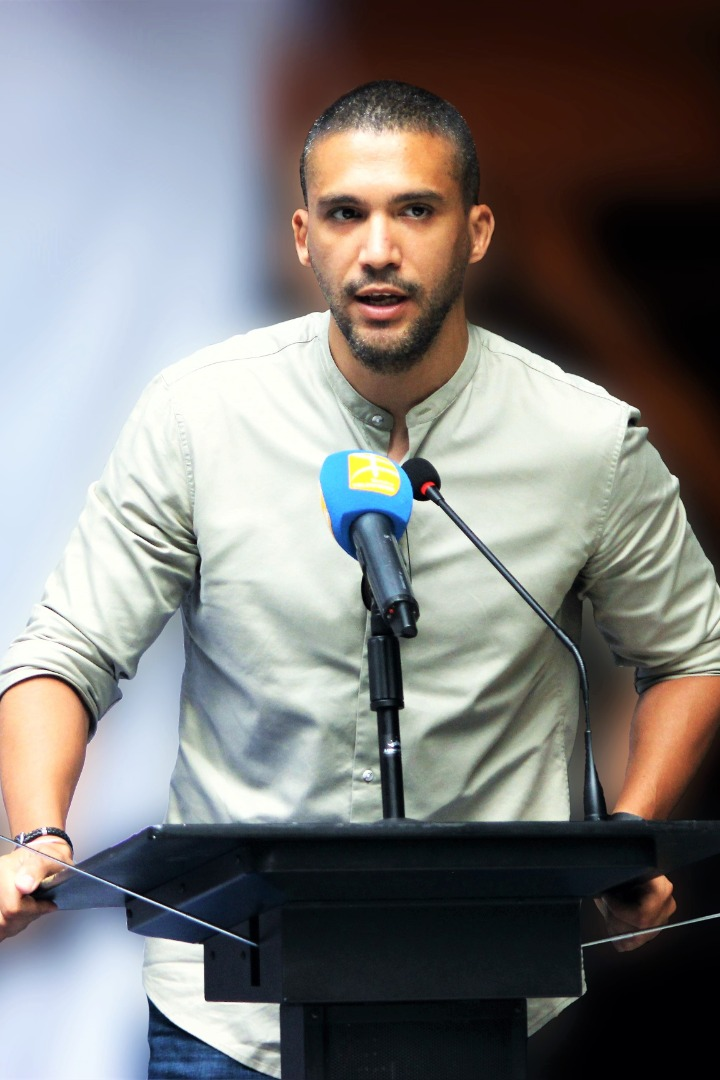
خالد دراريني، صحفي في قناة TV5 Monde وممثل مراسلون بلا حدود في شمال إفريقيا.

ونتيجة لذلك، شهدت السنوات الأولى من رئاسة عبد المجيد تبون استمرار القمع الحكومي ضد الصحافة في الجزائر. ظهرت جريمة جديدة أثناء جائحة Covid-19 وهي "نشر معلومات كاذبة " وهو مفهوم يستغله القضاء على نطاق واسع.
في أبريل 2022، أغلقت صحيفة Liberté اليومية أبوابها، وهي ضربة للتعددية الإعلامية في الجزائر، بعد ضغوط متكررة، بما في ذلك السجن لمدة ثمانية أشهر لرجل الأعمال اسعد ربراب صاحب الصحيفة.
في يوليو 2022، اندلع إضراب في صحيفة الوطن، التي احتج موظفوها على عدم دفع أجورهم لعدة أشهر, ما منع من صدور اليومية من الظهور لأول مرة منذ 32 عامًا من وجودها. فكان الوضع الاقتصادي للصحيفة حرجا بعد ذلك بسبب الضغوط القوية من إدارة الضرائب الجزائرية، وحظر الدولة لإيرادات الإعلانات.
في نوفمبر 2022، فرضت هيئة التنظيم السمعي البصري الجزائرية ( Arav ) الإغلاق الدائم لقناة العدوة بسبب المشاهد التي تعتبر « مسيئة ومخالفة لقيم » للجزائر.
و في الشهر التالي، تم القبض على إحسان القاضي، الصحفي المشهور بنزاهته وأيقونة الصحافة الحرة في الجزائر، وسجن ، لنشره تغريدة شكك فيها في الإعلانات الأخيرة للسلطات الجزائرية في مكافحة الفساد.
في عام 2023، شجب الباحث رضوان بوجمعة تبديد مليارات الدنانير من الموارد العامة لتمويل دعاية فارغة, تدفن في الوقت نفسه « المهنة الصحفية »، مشيرا إلى Anep المقدمة كشكل من أشكال الدعم العام للصحافة، ولكنها تعمل في الواقع كأداة للسيطرة والضغط.

### النتائج الدبلوماسية
وبحسب خديجة محسن فينان، فإن الافتقار إلى التناوب في السلطة في الجزائر يقود البلاد إلى سياسة خارجية مغلقة وغير قابلة للإزالة، مما يمنع أي تقارب مع أعدائها التقليديين: فرنسا والمغرب.
تمثل العلاقات السيئة بين الجزائر وجيرانها المغاربيين والأوروبيين المتوسطيين ملخصا الفساد، حيث أنها تلعب دورًا حاسمًا بشكل أساسي لسببين :
- تتدرع الحكومة العسكرية الجزائريةبضرورة القيام بالدفاع عن سيادة الجزائر وسلامتها الإقليمية ( من حيث تستمد شرعيتها ), من جهة فرنسا بسبب الاستعمار ومن جهة المغرب منذ حرب الرمال، لذلك يتطلب الحفاظ على عداء معين مع هذين البلدين.[55] وفي الوقت نفسه، يسمح هذا لوزارة الدفاع بتخصيص حصة كبيرة من الإنفاق العام الجزائري، بما في ذلك في أوقات التقشف ( 11 مليار دولار في عام 2021[13] ), حيث من المفترض أن يكون أمن البلاد مهددًا.[56] في أكتوبر 2021، اتهم الرئيس الفرنسي إيمانويل ماكرون قادة الجزائر بـ « الذين يعيشون على راتب تذكاري »، بعد 60 عامًا, من حرب الاستقلال الجزائرية.[57] ورداً على ذلك، تستدعي الجزائر سفيرها في فرنسا، وتحظر على الطائرات الفرنسية استعمال مجالها الجوي [58]
- للحفاظ على علاقات متوترة مع المغرب وفرنسا تنسب الحكومة الجزائرية إلى هذين البلدين مسؤولية بعض إخفاقاتها باستخدام نظرية المؤامرة في بعض الأحيان, أو تحويل انتباه الشعب الجزائري من خلال إثارة دفعة قومية [56] وهكذا في أغسطس 2021، عندما كانت الحكومة الجزائرية غير قادرة على مكافحة حرائق الغابات التي دمرت شمال البلاد, اتهمت المغرب بالمسؤولية عنه ( بافتراض أن هذه الحرائق ذات أصل إجرامي )[59]، وتقطع العلاقات الدبلوماسية مع الرباط.[55] و قبل ذلك ببضعة أشهر، وصف وزير العمل والضمان الاجتماعي الجزائري، هاشمي دجابوب، في جواب له عن عجز صندوق التقاعد الوطني, أن فرنسا « العدو الأبدي والتقليدي » للجزائر.[60]

هذه التوترات التي حافظت عليها واستغلتها الحكومة الجزائرية مع نظرائها الأجانب لها تأثير في غرس عدم الثقة بين أصحاب المصلحة، وزيادة تباطؤ التنمية الاقتصادية للبلاد, عن طريق الحد من الاستثمار الأجنبي.
وهكذا، في صناعة السيارات، فإن التباين بين الجزائر والمغرب لافت للنظر. في عام 2012، تلقى البلدان استثمارات كبيرة لبناء مصنعين، في طنجة ( المغرب )  وفي وهران ( الجزائر ). في الوقت الذي أنتجمصنع رينو-نيسان طنجة بالفعل أكثر من مليون مركبة بفضل قيام المغرب بوضع سياسة مالية وجمركية حافزة, تتحول صناعة السيارات الجزائرية إلى إخفاق، في مواجهة فضائح الفساد وتدابير الحماية الرادعة.
في يوليو 2022، قررت الحكومة الجزائرية قطع جميع العلاقات التجارية مع إسبانيا من خلال تعليق معاهدة يعود تاريخها إلى أكثر من 20 عامًا، بعد استدعاء سفيرها. حيث وجهت انتقادات الى مدريد لأنها وصفت الاقتراح المغربي للحكم الذاتي في Sahara occidental بأنه « جاد وذو مصداقية »، تلك الأراضي التي يطالب بها المغرب في حين تدعم الجزائر  جبهة البوليساريو,.
جمال بووايور، باحث مدرس في جامعة بو Université de Pau وبلدان أدور des pays de l'Adour، يعلق على هذه القرارات الدبلوماسية في مقال بقلم ماريان Marianne، كتب فيه:
« ما رأي المواطن الجزائري؟ ماذا يقول رجال الأعمال ؟ ما مصداقية هذا البلد الحريص على جذب الاستثمار الأجنبي ؟... إن السعي المحموم من أجل الأعداء المتخيلين وتمجيد للقومية القبلية، بقصد إرساء شرعية السلطة, يمكن اعتباره غير ضروري لنظام لاهث لا يمكنه إخفاء إخفاقاته المتكررة وعدم قدرته على تهيئة الظروف المناسبة لازدهار شعبه. »

## الشؤون القضائية والتغطية الإعلامية
إذا كانت العدالة غير فعالة كمؤسسة إشرافية، فإنه يتم استخدامها أحيانًا كأداة لتصفية الحسابات بين قادة النظام, على خلفية اتهامات بالفساد، عندما يتعلق الأمر بالقضاء على الخصم، والظهور أمام الرأي العام أن مكافحة الفساد تؤخذ على محمل الجد. وهكذا في عام 2019، عندما أطاح الشارع بالرئيس بوتفليقة كشفت جرائم أقاربه، ولا سيما شقيقه سعيد الذي توبع قضائيا بعد أن كان تحت حماية عبد العزيز عندما كان في السلطة.
وتفيد الصحافة عن المزيد من حالات الاعتقال والتهم والمحاكمات للمديرين والمسؤولين المنتخبين ورجال الأعمال والموردين الآخرين للإدارة والمؤسسات العامة ; معظمها يتعلق بشروط منح عقود صفقات عامة.

### القضايا الرئيسية في الجزائر

#### قضية رفيق خليفة
في نهاية التسعينات، الحكومة الجزائرية، بعد تعاون رئيس مدني ( بوتفليقة ), يريد تلميع صورة النظام المشوه بعشر سنوات من الحرب الأهلية : دولة في إعادة الإعمار، منفتحة، تطلعية, حيث يمكن للرأسماليين أن يزدهروا من خلال السلم والانفتاح على اقتصاد السوق. سيظهر رفيق خليفة، رجل الأعمال الشاب، ليلعب دور قصة نجاح، في رمزية الى الجزائر الذي يفوز. وسيتواجد شخصان من النظام الحاكم في قلب النظامه الاقتصادي والمالي : العربي بلخير، مدير مجلس الوزراء، وعبد الغني بوتفليقة, شقيق رئيس الدولة كمستشار لبنك الخليفة.
في عام 1990، تولى صيدلية العائلة وجدد مخزونها من خلال الأسواق الآسيوية للتحايل على الأسعار المرتفعة على المستوى الوطني. على هذا الأساس، أطلق رفيق خليفة KRG Pharma، وهو مختبر للأدوية الجنيسة، وحصل على أول إذن صادر من وزارة الصحة. في مواجهة تقادم بنك الجزائر، أسس في 12 أبريل 1998 بنك الخليفة ، الذي يدير مصالح صغار المساهمين من القطاع الخاص والأعضاء المؤسسيين المرتبطين بالحكومة الجزائرية. عندما تمت خصخصة سوق الطيران الجزائري في يناير 1999، أطلق رفيق خليفة الخطوط الجوية خليفة، وهي شركة طيران سيكون لديها 30 طائرة للرحلات التجارية عند إطلاقها 
مصرف الخليفة، لديه وظيفة مركزية، وهي مضخة تمتص الودائع العامة قبل ضخها في شركات تابعة مقيمة في الخارج. يتبع التكتل سياسة الزبائنية الفاسدة على نطاق واسع، سواء تجاه النخبة الحاكمة، أو تجاه قادة الصناعة، ورؤساء الصحافة، وحتى المنتخب الوطني.
في عام 2003، أفلست مجموعته واتهم رفيق خليفة بالاختلاس واستخدام التزوير  وبالفعل، كان بنك الخليفة يتلاعب بميزانياته المحاسبية، حيث تم تحويل حوالي 689 مليون يورو أموال بشكل غير منتظم بين عامي 1999 و 2003 من الجزائر إلى الخارج. قضية خليفة، التي وصفها رئيس الحكومة بأنها « فضيحة القرن »، ألحقت خسارة مالية بالخزانة قدرت رسميًا بـ 1.5 مليار دولار. في نوفمبر 2020، حُكم على رفيق خليفة بالسجن 18 سنة. وتم تأكيد هذه العقوبة عند الاستئناف في يونيو 2022.

#### قضية ضباط سامون
باشرت المديرية العامة للأمن الداخلي الجزائري حملة اعتقالات استهدفت كبار الضباط في جهازي الجيش والمخابرات أعلنوا انشقاقهم وتخابرهم، ومن بينهم العقيد "حسين حميد" ضابط في المديرية المركزية لأمن الجيش (DCSA) و نور الدين مكري رئيس مديرية التوثيق والأمن الخارجي (DDSE)، عل إثر صراعات الأجنحة داخل الجيش، التي انطلقت منذ تصفية الجنرال القايد صلاح. إضافة إلى توقيف مدير المخابرات الخارجية السابق الجنرال ماجور "محمد بوزيت" من طرف الأجهزة الأمنية حول رشاوي بمركز بن عكنون (CPMI) التابع لمديرية الأمن المركزي للجيش الجزائري (DCSA).
وقد كشفت أحد المواقع الرسمية للجزائر “ألجيري بارت” تصدع جهاز المديرية المركزية لأمن الجيش “DCSA” حيث تم اعتقال اللواء سيدي علي الزمرلي مدير المديرية المركزية لأمن الجيش.

#### قضية سوناطراك
قضية سوناطراك هي سلسلة من القضايا السياسية المالية التي تصدرت عناوين الأخبار في الجزائر منذ عام 2010, تورط وزير الطاقة السابق شكيب خليل والعديد من كبار المسؤولين من شركة النفط الجزائرية العامة سوناطراك في قضية فساد كبيرة. يشتبه في أن العديد من الشخصيات تلقت رشاوى للسماح للمجموعات الأجنبية الكبيرة بالفوز بعقود بمليارات الدولارات. تتكون القضية من عدد غير معروف من الملفات، ويتم التحقيق من قبل ضباط قضائيين من إدارة المخابرات والأمن ( DRS )، اقوى شرطة سياسية في الجزائر.
في نوفمبر / تشرين الثاني، حُكم على الرئيس التنفيذي السابق لشركة Sonatrach، عبد المؤمن ولد قدور، بالسجن 15 عامًا بتهمة الفساد فيما يتعلق بالاستيلاء على المصفاة الإيطالية أوغستا. وهو متهم بدفع مبلغ ( 720 مليون دولار ) للاستحواذ عليها , في حين أن المبلغ الإجمالي الذي صرفته Sonatrach في هذه المعاملة سيكون أكثر من 2 مليار دولار بما في ذلك النفط المخزن وتكاليف التجديد.

#### قضية الطريق السريع بين الشرق والغرب

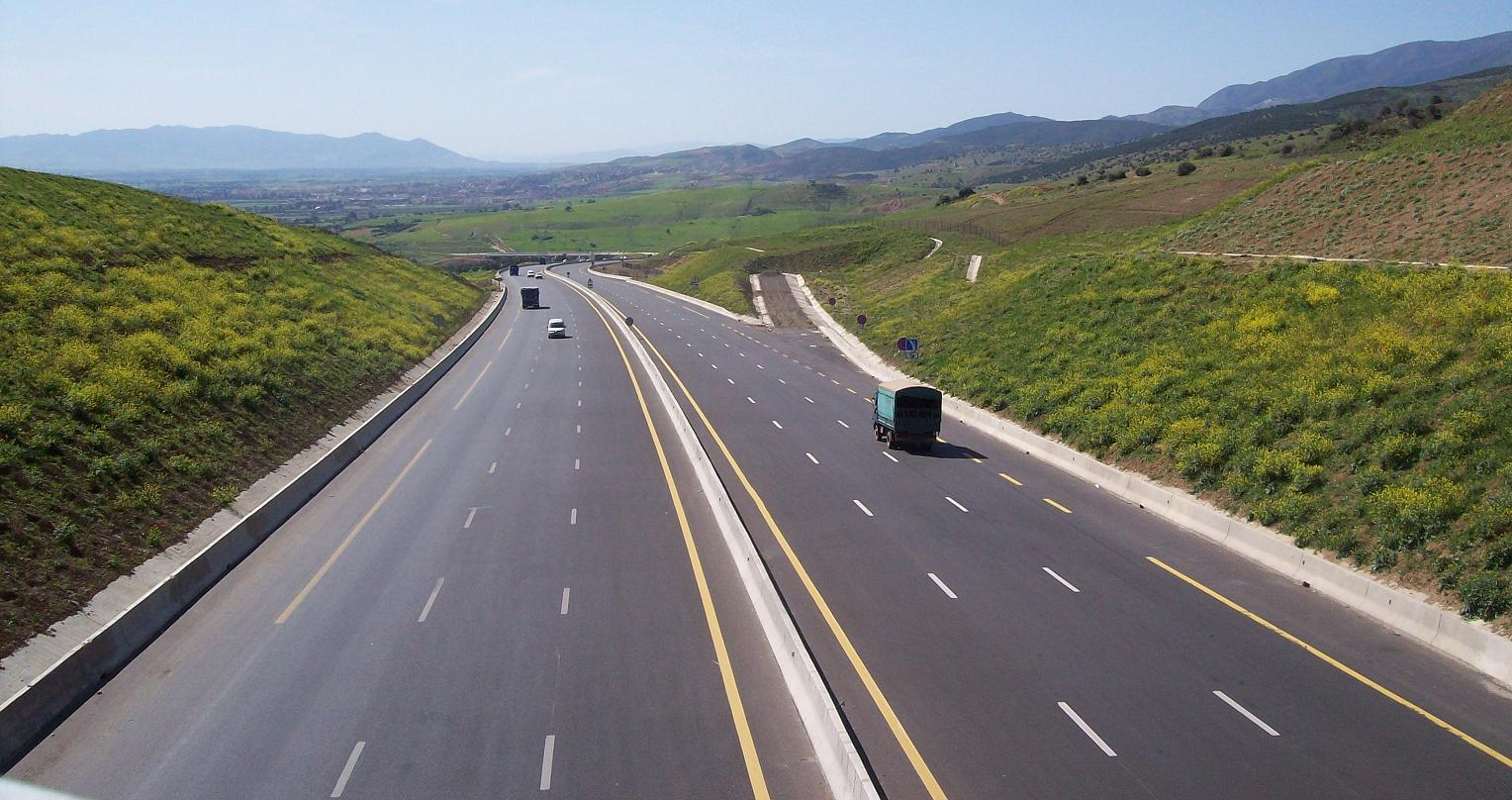
طريق سريع جديد شرق-غرب يربط بين شرق الجزائر وغربها بطول.

في خريف عام 2019، تم اتهام سبعة مسؤولين ورجال أعمال جزائريين بالفساد حول مشروع الطريق السريع بين الشرق والغرب بين عامي 2008 و 2019 الذي أوكل إلى الشركات الصينية واليابانية, حيث دفعت الدولة ما يقرب من ثلاثة أضعاف السعر الأولي للطريق السريع 
في ديسمبر من نفس العام، حوكم وزير الأشغال العامة السابق عمار غول غيابيا ، وكذلك وزير الخارجية السابق محمد بجاوي, خلال محاكمة ضد عدد كبير من الأقارب السابقين لبوتيفليقة، ولا سيما اتهامات « بالتواطئ في تبديد الأموال العامة », « اختلاس الأموال العامة » و « التداول من الداخل ». محامي البجاوي، محند طيب بلاريف، يعترض على تجريم موكله، معلنا أنه لم يكن هناك أي تعليمات بشأن شروط منح مشروع الطريق السريع بين الشرق والغرب «, وأن قرار منح عقد الطريق السريع « تقرر خلال مجلس وزراء برئاسة السيد بوتفليقة ».

#### محاكمة أقارب عبد العزيز بوتفليقة

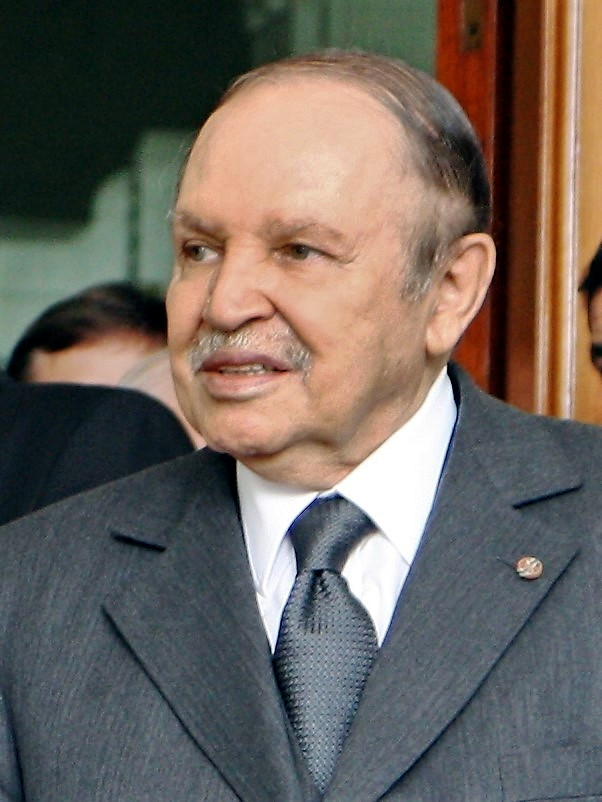
عبد العزيز بوتفليقة، رئيس الجزائر من 2002 إلى 2019.

بين عامي 2020 و 2021، بعد رحيل الرئيس السابق عبد العزيز بوتفليقة، الذي اضطر إلى الاستقالة من خلال مظاهرات أبريل 2019, بدأ القضاء الجزائري سلسلة من التحقيقات في الفساد ضد أتباعه السابقين: شقيقه ومستشاره سعيد بوتفليقة، رئيسا الوزراء السابقين أحمد أويحيى وعبد الملك سلال، وكذا وزراء, ووبعض الأوليغارشيا مثل علي حداد. وتتعلق الاتهامات بالاختلاس في صناعة السيارات، وتمويل حملة عبد العزيز بوتفليقة الانتخابية، أو البيع غير القانوني لقضبان الذهب بما يعادل 2 مليون يورو. يعتقد العديد من الباحثين والمراقبين أن هذه المحاكمات تكشف للجزائريين مدى الفساد خلال رئاسة عبد العزيز بوتفليقة، لكن البعض يثير أيضًا مسألة مصداقية العدالة, الذي يدين بانتظام نشطاء الحراك Hirak. وحسب ما جاء في صحيفة الشروق Echorouk الناطقة بالعربية، فقد خسرت الخزانة العامة، وفقا للأرقام المسجلة في المحاكمات من ديسمبر 2019 إلى سبتمبر 2020، حوالي 70 مليار دولار 
بدأت محاكمة سعيد بوتفليقة، والطيب لوح، وزير العدل السابق، وعلي حداد، الزعيم السابق لأرباب العمل الجزائريين، في أكتوبر 2021، في محكمة دار البيضاء, في الضواحي الشرقية للجزائر. وحوكم المتهمون الآخرون بشكل خاص بتهمة التحريض على تزوير وثائق رسمية، وإساءة استخدام المنصب، وعرقلة العدالة، والتحريض على التحيز في العدالة وازدراء المحكمة في 13 أكتوبر، حُكم على سعيد بوتفليقة بالسجن لمدة عامين بسبب عرقلة العدالة وإساءة استخدام المنصب 

### التحريات الدولية
في أغسطس 2013، كشفت المحاكم الإيطالية عن دفع رشاوى بمبلغ 197 مليون يورو من قبل سايبم، وهي شركة تابعة لشركة النفط الإيطالية ENI, إلى وزير الطاقة السابق شكيب خليل لمنحه عقدًا لاستغلال الهيدروكربونات الجزائرية بقيمة 8 مليارات يورو. اضطر القضاء الجزائري الى إصدار مذكرة اعتقال ضده، لكنه قرر، فجأة، إغلاق الملف بعد أربع سنوات, على الرغم من أن المحاكم الإيطالية واصلت في الوقت نفسه نشر أدلة على هذا الاختلاس من خلال الحكم على شركة Saipem.
هذه الحالة هي جزء من « قضية صوناتراك ».
في أبريل 2016، ذكر اسم وزير الصناعة والمناجم الجزائري عبد السلام بوشوارب في قضية أوراق بنما التي تكشف عن وجود أكثر من 200 ألف شركة خارجية تقع في بنما, وكذلك أسماء المساهمين في هذه الشركات. من بينهم العديد من السياسيين. كان الوزير يملك إحدى هذه الشركات، Royal Arrival Corp، التي تم إنشاؤها في أبريل 2015 لممارسة الوساطة التجارية مع العديد من البلدان، بما في ذلك الجزائر. مع العلم أنها مستهدفة من خلال تحقيق دولي, وقد أرسل مبعوثًا إلى المتحدث باسم جمعية لمكافحة الفساد وهي منظمة الشفافية الدوليةTransparency International لثنيه عن ذكر اسمه في هذه القضية.
في العام التالي، في مايو 2017، تم تهميش بوشوارب من الحكومة كجزء من تعديل وزاري 
في عام 2021، حوكمت شركة الهندسة الكندية SNC-Lavalin في كندا للحصول على رشاوى مدفوعة في الجزائر للحصول على عقد استغلال مجمع غاز Rhourde Ness. في نفس العام، ورد اسم فريد بجاوي، الرجل الأيمن السابق لوزير الطاقة السابق شكيب خليل, في تحقيق أوراق باندورا Pandora Papers حول الاحتيال والتهرب الضريبي على نطاق واسع جدًا، نتيجة تحقيق من قبل الاتحاد الدولي للصحفيين الاستقصائيين ( ICIJ ).
وقد تم تورط أسماء جزائرية أخرى ورجال أعمال وشخصيات سياسية، وفقًا لياس هالاس، الصحفي الجزائري الوحيد المشارك في هذا التحقيق الدولي.

#### مواقع على الانترنت
- "Transparency International | Corruption perceptions index". transparency.org. مؤرشف من الأصل في 2023-03-08.
- "Classement mondial de la liberté de la presse 2020 | Reporters sans frontières". rsf.org. مؤرشف من الأصل في 2023-07-07.
- "Index of Economic Freedom". heritage.org. مؤرشف من الأصل في 2023-06-24.
- "International Crisis Group". crisisgroup.org. مؤرشف من [crisisgroup.org الأصل] في 2023-06-21. {{استشهاد ويب}}: تحقق من قيمة |مسار= (مساعدة)

### مقالات ذات صلة
- الشؤون السياسية والمالية
- فساد
- الفساد السياسي
- كليبتوقراطية
- الضغط
- المافيا
- رد المبالغ المدفوعة

### رابط خارجي
- الموقع الرسمي للمكتب المركزي لقمع الفساد (OCRC)

## المذكرات و المراجع
1. ↑  "15 ملفا.. جولة جديدة من "قضايا الفساد" في الجزائر | الحرة". www.alhurra.com. اطلع عليه بتاريخ 2025-01-28.
2. ↑  "15 ملفا.. جولة جديدة من "قضايا الفساد" في الجزائر". مؤرشف من الأصل في 2025-01-12. اطلع عليه بتاريخ 2025-02-02.
3. 1 2 3 4 5 6 7 8 9 10 11  "L'Algérie des réformes économiques : un goût d'inachevé". Politique étrangère: 12. février 2009. مؤرشف من الأصل في 2023-01-10. {{استشهاد بدورية محكمة}}: تحقق من التاريخ في: |تاريخ= (مساعدة).
4. 1 2 3 4 5 6 7 8 9 10 11 12 13 14 15 16 17 18 19 20 21 22 23  Mohammed HachemaouiCatégorie:Utilisation du paramètre auteur dans le modèle article, « La corruption politique en Algérie : l'envers de l'autoritarisme », في Esprit, juin 2011, ص. 
25 [النص الكامل]
5. 1 2 3 4 5 6 7 8 9 10 11 12 13 14  Mourad Ouchichi, « Le capitalisme rentier en Algérie : approche institutionnelle », dans État, rente et prédation : L’actualité de Veblen, Presses de l’Ifpo, coll. « Co-éditions », 23 مارس 2017 (ISBN 978-2-35159-803-0, lire en ligne).
6. 1 2 3 4 5  "L'Algérie, une nation toujours à la recherche de ses institutions". L'Orient-Le Jour. اطلع عليه بتاريخ 2021-10-15..
7. ↑  Bensafta Kamel MalikCatégorie:Utilisation du paramètre auteur dans le modèle article, « Peut-on échapper à la Malédiction des Ressources Naturelles ? Le cas de l’Économie Algérienne », في جامعة حسيبة بن بوعلي -الشلف, octobre 2016, ص. 
5 [النص الكامل].
8. 1 2 3 4 5 6 7 8 9 10 11 12 13 14 15 16 17 18 19 20 21 22 23 24 25 26  Cécile JollyCatégorie:Utilisation du paramètre auteur dans le modèle article, « Les cercles vicieux de la corruption en Algérie », في معهد العلاقات الدولية والاستراتيجية, 2001, ص. 
7 [النص الكامل].
9. 1 2 3 4 5 6 7 8 9 10  "Quel avenir pour une Algérie aujourd'hui dans l'impasse ?". L'Orient-Le Jour. اطلع عليه بتاريخ 2021-10-25..
10. 1 2 3 4 5 6 7 8 9 10 11  "Pourquoi les Algériens se sont-ils révoltés le 5 octobre 1988 ?". Orient XXI. اطلع عليه بتاريخ 2021-10-11..
11. 1 2 3 4  Djilali HadjadjCatégorie:Utilisation du paramètre auteur dans le modèle article, « Violence et corruption : cas de l'Algérie », في Bulletin de l'APAD, no 25, 2003-06-01 ISSN 1950-6929 [النص الكامل, lien DOI (pages consultées le 2021-09-29)].
12. 1 2  Mohammed Hachemaoui (2012). "Institutions autoritaires et corruption politique. L'Algerie et le Maroc en perspective comparée". https://www.cairn.info/. {{استشهاد ويب}}: روابط خارجية في |موقع= (مساعدة)
13. 1 2 3 4 5 6 7 8 9  Sereni, Jean-Pierre (3 Mar 2022). "Algérie. Les hésitations du pouvoir paralysent la croissance". Orient XXI (بالفرنسية). Archived from the original on 2023-01-29. Retrieved 2022-03-03.
14. 1 2 3 4 5 6 7 8 9 10  {{Chapitre}} : paramètre titre chapitre manquant, dans paramètre titre ouvrage manquantChapitreOuvrage.
15. 1 2 3 4 5 6  Djilali Hadjadj et الشفافية الدولية (2006). Rapport mondial sur la corruption en 2006 (PDF). Éditions Economica. ص. 449. مؤرشف من الأصل (PDF) في 2023-11-10. 154 à 157.
16. ↑  "Le troisième choc pétrolier". LEFIGARO. اطلع عليه بتاريخ 2021-09-23..
17. 1 2 3  "L'obsession du pouvoir de Bouteflika a causé sa perte, dit son biographe". L'Orient-Le Jour. اطلع عليه بتاريخ 2021-09-23..
18. 1 2  « La diaspora algérienne de France à l’épreuve de la mobilisation », في Le Monde.fr, 2020-01-28 [النص الكامل (pages consultées le 2021-10-25)].
19. ↑  « En Algérie, la stratégie d’étouffement du Hirak se durcit », في Le Monde.fr, 2021-10-21 [النص الكامل (pages consultées le 2021-10-25)].
20. ↑  Rapport Transparency International 2021 sur la corruption : L’Algérie toujours mal classée, site algerie-watch.org, 26 janvier 2022 (article du journal El Watan du 26 janvier 2022). نسخة محفوظة 2022-09-24 على موقع واي باك مشين.
21. 1 2  "Institutions autoritaires et corruption politique. L'Algérie et le Maroc en perspective comparée". Revue internationale de politique comparée: 23. 2012. مؤرشف من الأصل في 2022-04-07..
22. 1 2 3 4  "Algérie. Le printemps de la presse, c'est bien fini". Courrier international (بالفرنسية). 23 Nov 2005. Archived from the original on 2022-04-07. Retrieved 2021-10-02..
23. 1 2 3 4 5  Mohammed HachemaouiCatégorie:Utilisation du paramètre auteur dans le modèle article, « Institutions autoritaires et corruption politique. L'Algérie et le Maroc en perspective comparée », في Revue internationale de politique comparée, 2012, ص. 
23 [النص الكامل].
24. 1 2 3 4  "Algérie. Le printemps de la presse, c'est bien fini". Courrier international. اطلع عليه بتاريخ 2021-10-02..
25. ↑  « Le F.L.N. massacre tous les hommes d'un village qui s'était élevé contre l'exécution de cinq habitants, 300 morts », في Le Monde.fr, 1957-06-01 [النص الكامل (pages consultées le 2021-10-10)].
26. ↑  "45e vendredi de contestation à Alger, les manifestants célèbrent la mémoire de Abane Ramdane - Radio M". Radio M. 2019. اطلع عليه بتاريخ 28 décembre 2019. {{استشهاد ويب}}: تحقق من التاريخ في: |تاريخ الوصول= (مساعدة) نسخة محفوظة 28 ديسمبر 2019 على موقع واي باك مشين..
27. 1 2  "Sahara. La Tunisie coincée entre l'Algérie et le Maroc". Orient XXI. اطلع عليه بتاريخ 2022-09-08.
28. 1 2 3 4 5  "De l'Algérie à l'Irak, comment fonctionne la corruption". Orient XXI. اطلع عليه بتاريخ 2021-09-23..
29. 1 2 3  Yasuyuki Matsunaga et Rachel Bouyssou, « L’État rentier est-il réfractaire à la démocratie ? », في Critique internationale, vol. 8, no 1, 2000, ص. 
46–58 [النص الكامل, lien DOI (pages consultées le 2021-10-05)].
30. 1 2 3 4 5  "Des réformes économiques trop lentes pour la démocratie". Les Echos. اطلع عليه بتاريخ 2021-10-27..
31. 1 2  "Une brève histoire des contre-chocs pétroliers". Le Revenu. اطلع عليه بتاريخ 2021-09-29. نسخة محفوظة 29 سبتمبر 2021 على موقع واي باك مشين..
32. 1 2 3 4 5 6 7  "L'âge d'or de l'automobile, une calamité pour l'Algérie". Orient XXI. اطلع عليه بتاريخ 2022-03-31.
33. ↑  "Fin des subventions généralisées des produits de base". L'Orient-Le Jour. اطلع عليه بتاريخ 2021-11-18.
34. 1 2 3  "Algérie : quand la corruption « déconnecte » tout un pays et son économie". Le Point. اطلع عليه بتاريخ 2021-10-25..
35. 1 2  "Algérie : les frères Kouninef, la saga des milliardaires qui ont fini à la prison de Koléa". JeuneAfrique.com. اطلع عليه بتاريخ 2021-10-26..
36. ↑  "Houda Feraoun et un ex-PDG d'Algérie Télécom condamnés à la prison ferme". TSA. اطلع عليه بتاريخ 2021-11-16.
37. ↑  "Algérie : Kamel Chikhi, l'Escobar de Kouba". جون أفريك (بfr-FR). 16 août 2018. Archived from the original on 2023-04-07. Retrieved 2021-10-15. {{استشهاد ويب}}: تحقق من التاريخ في: |تاريخ= (help)صيانة الاستشهاد: لغة غير مدعومة (link).
38. 1 2 3 4 5  "Alger veut sortir de l'économie de la « chkara »". L'Orient-Le Jour. اطلع عليه بتاريخ 2021-10-15..
39. ↑  "Country Rankings: World & Global Economy Rankings on Economic Freedom". www.heritage.org. اطلع عليه بتاريخ 2021-10-30. نسخة محفوظة 3 مايو 2019 على موقع واي باك مشين..
40. 1 2 3  "Algérie. Le scandale de l'autoroute Est-Ouest refait surface". Orient XXI. اطلع عليه بتاريخ 2021-10-12..
41. 1 2  الشفافية الدولية. Rapport mondial sur la corruption en 2004. ص. 426. مؤرشف من الأصل في 2024-04-13. 172 à 175.
42. 1 2 3 4  "Algérie: comment l'industrie automobile a tourné au fiasco". France 24. اطلع عليه بتاريخ 2021-10-25..
43. 1 2  "À El-Hadjar, l'ambition sidérurgique algérienne part en fumée". Orient XXI. اطلع عليه بتاريخ 2022-07-31.
44. ↑  "La grande saignée des médecins algériens". Orient XXI. اطلع عليه بتاريخ 2022-06-03.
45. ↑  "Algérie: 10 ans après son « printemps noir », la Kabylie réclame justice". Jeune Afrique. اطلع عليه بتاريخ 2021-09-29..
46. 1 2  "Ces affaires de corruption qui éclaboussent le pouvoir algérien - D'Abdesslam Bouchouareb à Chakib Khelil". Orient XXI. اطلع عليه بتاريخ 2021-10-02..
47. ↑  "Incendies en Algérie : une affaire de corruption derrière le fiasco des bombardiers d'eau ?". JeuneAfrique.com..
48. ↑  "Classement mondial de la liberté de la presse 2020 | Reporters sans frontières". RSF. اطلع عليه بتاريخ 2021-10-02..
49. 1 2 3 4 5 6 7 8 9 10 11 12  "En Algérie, les médias indépendants sous pression". L'Orient-Le Jour. اطلع عليه بتاريخ 2022-08-12.
50. ↑  "Pouvoir et Hirak doivent dialoguer pour éviter une crise économique d'ampleur". L'Orient-Le Jour. اطلع عليه بتاريخ 2021-10-05..
51. ↑  « En Algérie, le PDG de Cevital condamné mais libéré après huit mois passés en prison », في Le Monde.fr, 2020-01-01 [النص الكامل (pages consultées le 2022-08-12)]
52. ↑  "Une télévision fermée pour des scènes jugées offensantes". L'Orient-Le Jour. اطلع عليه بتاريخ 2022-11-16.
53. 1 2  "Ihsane el-Kadi, icône de la presse libre en Algérie". L'Orient-Le Jour. اطلع عليه بتاريخ 2022-12-30.
54. ↑  "Le lent étouffement de la presse écrite en Algérie". L'Orient-Le Jour. 11 أبريل 2023. مؤرشف من الأصل في 2023-05-01. اطلع عليه بتاريخ 2023-04-11.
55. 1 2 3  Mohsen-Finan, Khadija (31 Aug 2021). "Algérie-Maroc, les enjeux de la rupture". Orient XXI (بالفرنسية). Archived from the original on 2023-03-23. Retrieved 2021-10-25..
56. 1 2  Younes Belfellah. "Algérie : "La politique de l'exportation des crises internes"". Marianne. اطلع عليه بتاريخ 2021-10-30..
57. ↑  « « Sur l’Algérie, Emmanuel Macron a dit publiquement ce que ses prédécesseurs disaient en privé » », في Le Monde.fr, 2021-10-09 [النص الكامل (pages consultées le 2021-10-25)].
58. ↑  Amal Belalloufi et Françoise Kadri. "Furieuse de déclarations attribuées à Macron, l'Algérie rappelle son ambassadeur en France". La Libre.be. اطلع عليه بتاريخ 2021-10-25..
59. ↑  "Alger annonce «revoir» ses relations avec le Maroc accusé «d'actes hostiles incessants»". Le Figaro. اطلع عليه بتاريخ 2021-10-25..
60. ↑  "La France est un «ennemi traditionnel et éternel», déclare un ministre algérien". Le Figaro. اطلع عليه بتاريخ 2021-10-25..
61. ↑  "Le pari réussi de la construction automobile au Maroc". Orient XXI. اطلع عليه بتاريخ 2021-10-25..
62. ↑  "L'usine de Tanger, fer de lance des Dacia à bas coûts". Challenges. اطلع عليه بتاريخ 2021-10-25..
63. 1 2  ""Taper sur la France et fermer ses frontières : le cynisme d'une Algérie à bout de souffle"". www.marianne.net. اطلع عليه بتاريخ 2022-07-07.
64. 1 2 3 4 5  Bouoiyour, Jamal (2022-07-06UTC14:30:00+0200). ""Taper sur la France et fermer ses frontières : le cynisme d'une Algérie à bout de souffle"". www.marianne.net (بالفرنسية). Archived from the original on 2022-12-20. Retrieved 2022-07-07. {{استشهاد ويب}}: تحقق من التاريخ في: |تاريخ= (help)
65. ↑  "Marchés publics et corruption en Algérie". Revue NAQD: 18. 2008. مؤرشف من الأصل في 2022-04-07..
66. 1 2 3  Jean-Luc Barberi. "Qui se cache derrière Rafik Khalifa". Lexpress.fr..
67. ↑  Béatrice Peyrani. "Rafik Khalifa, le golden boy de l'OM". Algeria-watch.org..
68. 1 2  "Algérie: l'ex-«golden boy» Rafik Khalifa condamné à 18 ans de prison ferme". Le Figaro. اطلع عليه بتاريخ 2021-10-09..
69. ↑  "Dix-huit ans de prison ferme contre l'ex-golden boy Rafik Khalifa". L'Orient-Le Jour. اطلع عليه بتاريخ 2022-06-07.
70. ↑  "En Algérie, interdiction de sortie du territoire pour Abderrazak Makri – Jeune Afrique". JeuneAfrique.com (بالفرنسية). 1 Dec 2023. Archived from the original on 2023-12-02. Retrieved 2023-12-02.
71. ↑  "Confidentiel. L'ancien patron du renseignement extérieur, le général-major Mohamed Bouzit, arrêté pour corruption". Algérie Part. 10 سبتمبر 2021. مؤرشف من الأصل في 2023-05-02. اطلع عليه بتاريخ 2023-12-02.
72. ↑  النباش، هشام (1 سبتمبر 2022). "ملامح "انقلاب" بالجزائر.. اعتقال ضابطين كبيرين بالمخابرات بتهمة التآمر على الأمن القومي". مدار21. مؤرشف من الأصل في 2022-09-01. اطلع عليه بتاريخ 2023-12-02.
73. 1 2  « En Algérie, d’anciens cadres du groupe pétrolier Sonatrach condamnés », في Le Monde.fr, 2016-02-02 [النص الكامل (pages consultées le 2021-10-02)].
74. ↑  Une nouvelle affaire, Sonatrach 3, cible les ventes de pétrole sous l'ère Khelil, Maghreb Émergent, du 10 avril 2013. نسخة محفوظة 2022-04-07 على موقع واي باك مشين.
75. 1 2  "Un ancien PDG de Sonatrach condamné à 15 ans de prison". L'Orient-Le Jour. اطلع عليه بتاريخ 2022-11-16.
76. ↑  "En Algérie, le déballage sans fin des affaires de corruption". L'Orient-Le Jour. اطلع عليه بتاريخ 2021-10-15..
77. 1 2  "Algérie : le système Bouteflika, ou la corruption en toute impunité". Le Point. اطلع عليه بتاريخ 2021-10-15..
78. ↑  "Voyage au cœur de la corruption algérienne". Le Figaro. اطلع عليه بتاريخ 2021-10-06..
79. 1 2  "Algérie: début du procès du frère de l'ex-président Bouteflika". Le Figaro. اطلع عليه بتاريخ 2021-10-11..
80. ↑  "Algérie : Saïd Bouteflika condamné à deux ans de prison pour entrave à la justice". France 24. اطلع عليه بتاريخ 2021-11-01..
81. 1 2 3  "Panama Papers - Algérie : Abdeslam Bouchouareb : le scandale de trop ?". Le Point. اطلع عليه بتاريخ 2021-10-02..
82. ↑  "Corruption | L'Algérie revient hanter SNC-Lavalin". La Presse. اطلع عليه بتاريخ 2021-10-30..
83. 1 2  Amel Blidi. "« Pandora Papers », la plus grande fuite financière de l'histoire". El Watan. نسخة محفوظة 7 أبريل 2022 على موقع واي باك مشين..

## انظر كذلك

### فهرس

#### مؤلفات
- الشفافية الدولية (janvier 2003). Rapport sur la corruption en 2003 : l'accès à l'information. ص. 273 à 283. مؤرشف من الأصل في 2023-01-28. {{استشهاد بكتاب}}: تحقق من التاريخ في: |تاريخ= (مساعدة)
- Djilali Hadjadj؛ الشفافية الدولية (1 avril 2004). Rapport mondial sur la corruption en 2004. Éditions Karthala. ص. 172 à 175. مؤرشف من الأصل في 2023-03-28. {{استشهاد بكتاب}}: تحقق من التاريخ في: |تاريخ= (مساعدة)
- Djilali Hadjadj؛ الشفافية الدولية (2006). Rapport mondial sur la corruption en 2006 (PDF). Éditions Economica. ص. 154 à 157. مؤرشف من الأصل (PDF) في 2022-08-12.
- Mohamad Salhab et Jérôme Maucourant (23 mars 2017). État, rente et prédation. Presses de l'المعهد الفرنسي للشرق الأدنى. ص. 155 à 181. مؤرشف من الأصل في 2023-06-10. {{استشهاد بكتاب}}: تحقق من التاريخ في: |تاريخ= (مساعدة)

#### مقالات علمية وأكاديمية
- "L'État rentier est-il réfractaire à la démocratie ?". Critique internationale: 12. 2000. مؤرشف من الأصل في 2023-01-03.
- "Les cercles vicieux de la corruption en Algérie". معهد العلاقات الدولية والاستراتيجية: 7. 2001. مؤرشف من الأصل في 2022-08-23.
- "Violence et corruption : cas de l'Algérie". Bulletin de l'APAD: 12. 2003. مؤرشف من الأصل في 2022-09-28.
- "Marchés publics et corruption en Algérie". Revue NAQD: 18. 2008. مؤرشف من الأصل في 2022-04-07.
- "L'Algérie des réformes économiques : un goût d'inachevé". Politique étrangère: 12. février 2009. مؤرشف من الأصل في 2023-01-10. {{استشهاد بدورية محكمة}}: تحقق من التاريخ في: |تاريخ= (مساعدة)
- "La corruption politique en Algérie : l'envers de l'autoritarisme". Esprit: 25. Juin 2011. مؤرشف من الأصل في 2022-10-14. {{استشهاد بدورية محكمة}}: تحقق من التاريخ في: |تاريخ= (مساعدة)
- "Institutions autoritaires et corruption politique. L'Algerie et le Maroc en perspective comparée". Revue internationale de politique comparée: 23. 2012. مؤرشف من الأصل في 2022-04-07.
- "L'âge d'or de l'automobile, une calamité pour l'Algérie". Orient XXI. 19 novembre 2014. مؤرشف من الأصل في 2023-02-07. {{استشهاد بدورية محكمة}}: تحقق من التاريخ في: |تاريخ= (مساعدة)
- "Peut-on échapper à la Malédiction des Ressources Naturelles ? Le cas de l'Économie Algérienne". جامعة حسيبة بن بوعلي -الشلف: 5. أكتوبر 2016. مؤرشف من الأصل في 2022-04-07.
- "Ces affaires de corruption qui éclaboussent le pouvoir algérien". أوريون 21: 4. 13 mars 2018. مؤرشف من الأصل في 2023-03-27. {{استشهاد بدورية محكمة}}: تحقق من التاريخ في: |تاريخ= (مساعدة)
- "En Algérie, la rue met le pouvoir face à ses contradictions". مجموعة الأزمات الدولية: 4. 7 mars 2019. مؤرشف من الأصل في 2023-06-01. {{استشهاد بدورية محكمة}}: تحقق من التاريخ في: |تاريخ= (مساعدة)
- "Algérie. Le scandale de l'autoroute Est-Ouest refait surface". أوريون 21: 4. 29 أكتوبر 2019. مؤرشف من الأصل في 2023-02-08.
- "Algérie : un air de déjà vu ?". مجموعة الأزمات الدولية: 3. 6 novembre 2020. مؤرشف من الأصل في 2023-01-22. {{استشهاد بدورية محكمة}}: تحقق من التاريخ في: |تاريخ= (مساعدة)
- "De l'Algérie à l'Irak, comment fonctionne la corruption". أوريون 21: 4. 22 septembre 2021. مؤرشف من الأصل في 2023-03-23. {{استشهاد بدورية محكمة}}: تحقق من التاريخ في: |تاريخ= (مساعدة)
- "Pourquoi les Algériens se sont-ils révoltés le 5 octobre 1988 ?". Orient XXI: 4. 11 أكتوبر 2021. مؤرشف من الأصل في 2023-01-26.
- "Algérie. Les hésitations du pouvoir paralysent la croissance". Orient XXI. 3 mars 2022. مؤرشف من الأصل في 2023-01-29. {{استشهاد بدورية محكمة}}: تحقق من التاريخ في: |تاريخ= (مساعدة)
- "Algérie. L'informel prospère sur fond de déficit budgétaire". Orient XXI. 25 août 2022. مؤرشف من الأصل في 2023-03-22. {{استشهاد بدورية محكمة}}: تحقق من التاريخ في: |تاريخ= (مساعدة)

#### الصحافة والتعميم
- "Des réformes économiques trop lentes pour la démocratie". Les Echos: 2. 13 janvier 1992. مؤرشف من الأصل في 2023-03-24. {{استشهاد بدورية محكمة}}: تحقق من التاريخ في: |تاريخ= (مساعدة)
- "Qui se cache derrière Rafik Khalifa". L'Express: 1. 8 novembre 2001. مؤرشف من الأصل في 2022-10-05. {{استشهاد بدورية محكمة}}: تحقق من التاريخ في: |تاريخ= (مساعدة)
- "Algérie.Le printemps de la presse, c'est bien fini". البريد الدولي  [لغات أخرى]‏: 3. 23 novembre 2005. مؤرشف من الأصل في 2022-04-07. {{استشهاد بدورية محكمة}}: تحقق من التاريخ في: |تاريخ= (مساعدة)صيانة الاستشهاد: علامات ترقيم زائدة (link)
- "Algérie: 10 ans après son « printemps noir », la Kabylie réclame justice". جون أفريك: 2. 20 avril 2011. مؤرشف من الأصل في 2023-06-16. {{استشهاد بدورية محكمة}}: تحقق من التاريخ في: |تاريخ= (مساعدة)
- "En Algérie, le déballage sans fin des affaires de corruption". L'Orient Le Jour: 2. 3 mai 2015. مؤرشف من الأصل في 2022-04-07. {{استشهاد بدورية محكمة}}: تحقق من التاريخ في: |تاريخ= (مساعدة)
- "Quel avenir pour une Algérie aujourd'hui dans l'impasse ?". L'Orient le Jour: 2. 13 juin 2015. مؤرشف من الأصل في 2023-04-19. {{استشهاد بدورية محكمة}}: تحقق من التاريخ في: |تاريخ= (مساعدة)
- "Alger veut sortir de l'économie de la « chkara »". L'Orient Le Jour: 1. 27 juin 2015. مؤرشف من الأصل في 2022-04-07. {{استشهاد بدورية محكمة}}: تحقق من التاريخ في: |تاريخ= (مساعدة)
- "L'Algérie, une nation toujours à la recherche de ses institutions". L'Orient-Le Jour: 2. 6 juillet 2015. مؤرشف من الأصل في 2023-04-20. {{استشهاد بدورية محكمة}}: تحقق من التاريخ في: |تاريخ= (مساعدة)
- "Panama Papers - Algérie : Abdeslam Bouchouareb : le scandale de trop ?". لو بوان: 2. 5 avril 2016. مؤرشف من الأصل في 2023-02-05. {{استشهاد بدورية محكمة}}: تحقق من التاريخ في: |تاريخ= (مساعدة)
- "Présidentielle en Algérie : que sont devenus les islamistes, grands gagnants des élections municipales et législatives des années 90 ?". France Info: 2. 7 décembre 2019. مؤرشف من الأصل في 2022-04-07. {{استشهاد بدورية محكمة}}: تحقق من التاريخ في: |تاريخ= (مساعدة)
- "Pouvoir et « Hirak » doivent dialoguer pour éviter une « crise économique d'ampleur »". L'Orient Le Jour: 1. 27 juillet 2020. مؤرشف من الأصل في 2022-04-07. {{استشهاد بدورية محكمة}}: تحقق من التاريخ في: |تاريخ= (مساعدة)
- "Voyage au cœur de la corruption algérienne". لو فيغارو: 2. 21 septembre 2020. مؤرشف من الأصل في 2023-05-30. {{استشهاد بدورية محكمة}}: تحقق من التاريخ في: |تاريخ= (مساعدة)
- "Algérie: des procès révèlent l'ampleur de la corruption de l'ère Bouteflika". RFI: 2. 29 janvier 2021. مؤرشف من الأصل في 2022-04-07. {{استشهاد بدورية محكمة}}: تحقق من التاريخ في: |تاريخ= (مساعدة)
- "Algérie: comment l'industrie automobile a tourné au fiasco". فرانس 24: 2. 14 février 2021. مؤرشف من الأصل في 2022-04-08. {{استشهاد بدورية محكمة}}: تحقق من التاريخ في: |تاريخ= (مساعدة)
- "Algérie : les frères Kouninef, la saga des milliardaires qui ont fini à la prison de Koléa". Jeune Afrique: 2. 4 juin 2021. مؤرشف من الأصل في 2023-05-05. {{استشهاد بدورية محكمة}}: تحقق من التاريخ في: |تاريخ= (مساعدة)
- "Incendies en Algérie : une affaire de corruption derrière le fiasco des bombardiers d'eau ?". جون أفريك: 2. 18 août 2021. مؤرشف من الأصل في 2023-03-31. {{استشهاد بدورية محكمة}}: تحقق من التاريخ في: |تاريخ= (مساعدة)
- "L'obsession du pouvoir de Bouteflika a causé sa perte, dit son biographe". لوريون لوجور: 3. 19 septembre 2021. مؤرشف من الأصل في 2023-05-28. {{استشهاد بدورية محكمة}}: تحقق من التاريخ في: |تاريخ= (مساعدة)
- "« Pandora Papers », la plus grande fuite financière de l'histoire". الوطن (جريدة جزائرية): 1. 5 أكتوبر 2021. مؤرشف من الأصل في 2022-04-07.
- "Algérie : Saïd Bouteflika condamné à deux ans de prison pour entrave à la justice". France 24. 13 أكتوبر 2021. مؤرشف من الأصل في 2022-07-05.
- "Houda Feraoun et un ex-PDG d'Algérie Télécom condamnés à la prison ferme". TSA Algérie: 1. 18 أكتوبر 2021. مؤرشف من الأصل في 2022-04-07.
- "En Algérie, la stratégie d'étouffement du Hirak se durcit". Le Monde: 1. 21 أكتوبر 2021. مؤرشف من الأصل في 2023-03-12.
- "Algérie : « La politique de l'exportation des crises internes »". ماريان (مجلة): 1. 21 أكتوبر 2021. مؤرشف من الأصل في 2022-04-07.
- "Fin des subventions généralisées des produits de base". L'Orient le Jour: 1. 17 novembre 2021. مؤرشف من الأصل في 2022-04-07. {{استشهاد بدورية محكمة}}: تحقق من التاريخ في: |تاريخ= (مساعدة)
- "En Algérie, les médias indépendants sous pression". L'Orient le Jour. 11 août 2022. مؤرشف من الأصل في 2022-09-29. {{استشهاد بدورية محكمة}}: تحقق من التاريخ في: |تاريخ= (مساعدة)